# Stadtbefestigung Regensburg

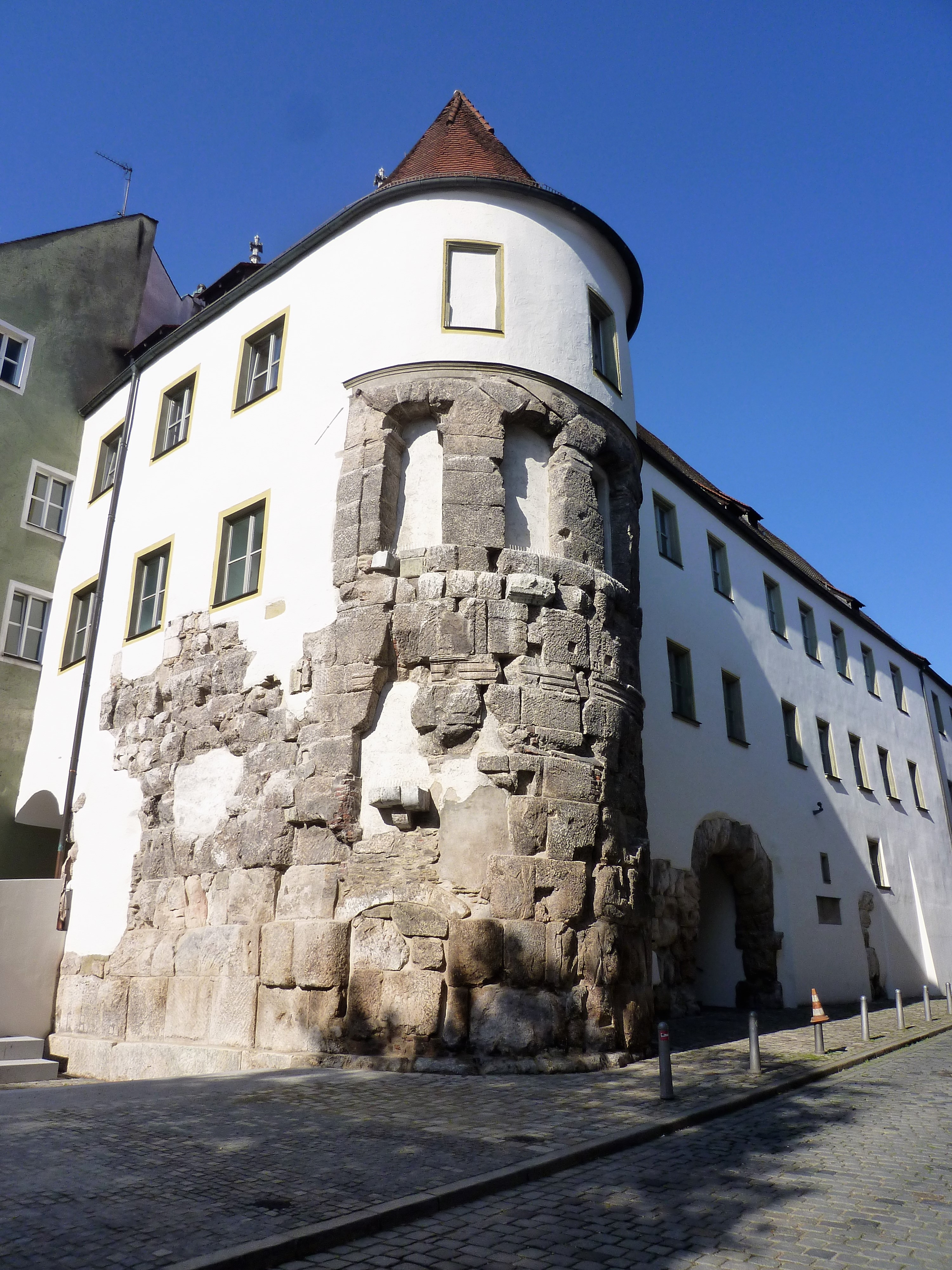
Porta praetoria
Nordtor des Legionslagers,
in der Mauer des Bischofshofs erhaltene Reste

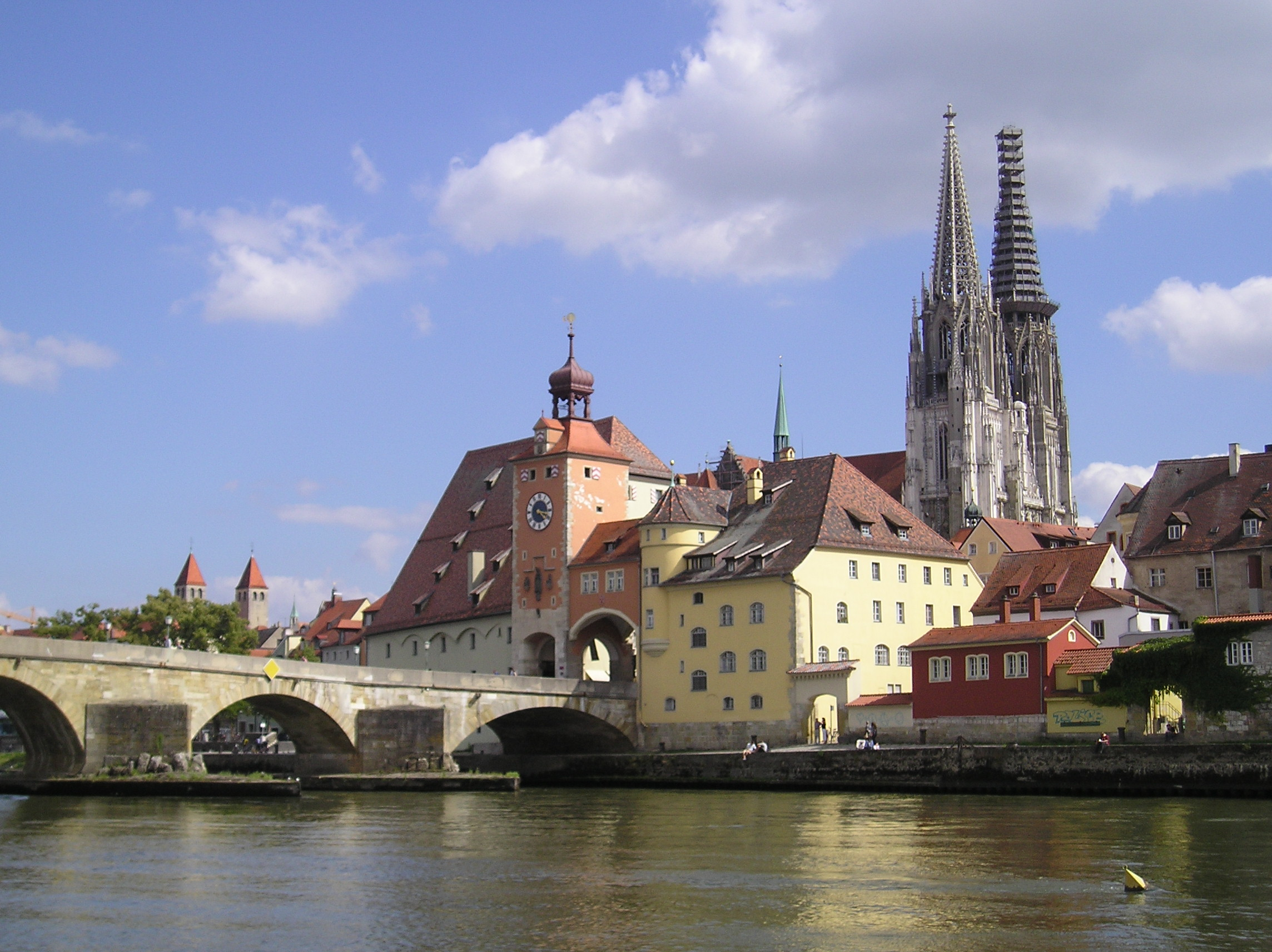
Steinerne Brücke mit Brücktor (Ansicht von Nordwest)
Östlich: Salzstadel, westlich: Amberger Stadel und verbaute Reste der mittelalterlichen, donauseitigen Stadtmauer; erhalten: Ohmtür

Die Mauern und Tore des römischen Legionslagers Castra Regina können als die ersten Stadtbefestigungsanlagen von Regensburggelten. Nach dem Abzug der Römer im 5. Jahrhundert blieben die Römermauer und zugehörige Tore noch ca. vier Jahrhunderte unverändert erhalten. Erst nachdem sich außerhalb der Römermauer Zivilsiedlungen entwickelt hatten und auch zwei Klöster außerhalb der Römermauern entstanden waren, wurden in vier Zeitabschnitten unter teilweiser Nutzung der Römermauer zunächst zwei weitere Stadtmauern (Arnulfinische und mittelalterliche Stadtmauer) errichtet, die dann später im 16. Jahrhundert nach Bedarf entweder entfernt, oder durch Befestigungsanlagen, Vorwerke und Basteien verstärkt wurden.
Der Abbruch zunächst der Vorwerke und Basteien erfolgte ab Ende des 18. Jahrhunderts. Der langwierige Abbruch der starken mittelalterlichen Stadtmauern begann erst Mitte des 19. Jahrhunderts, weil der damalige bayerische König seine Zustimmung lange verzögert hatte.
Übersichts-Zeitliste von Bau- und Abbruchmaßnahmen:
- 175 n. Chr.: Baubeginn des mit der sogenannten Römermauerummauerten römischen Legionslagers Castra Regina.
- Beginn im 10. Jahrhundert: Nach Abbruch der westlichen Mauern des Römerlagers entstand die nach Süden, nach Norden und nach Westen ausgreifende Arnulfinische Stadtmauer. Sie entstand im östlichen Bereich unter Nutzung von erhalten gebliebenen Resten der Römermauer.
- Beginn 14. Jahrhundert: Bau der mittelalterlichen Stadtmauer ebenso unter Nutzung älterer Mauerreste.
- 16. Jahrhundert: Verstärkung der Stadtmauer mit Basteien.
- Beginn des 17. Jahrhunderts: Im Dreißigjährigen Krieg entstanden Außenwerke im Vorfeld der mittelalterlichen südlichen und östlichen Stadtmauer, die nicht wie die nördliche Mauer durch die Donau geschützt waren.
- Ende des 18. Jahrhunderts: Die Beseitigung der Stadtbefestigungsanlagen beginnt mit dem Abbruch von verfallenen Außenwerken. Vor der weiterhin bestehenden nördlichen Stadtmauer mit Zwinger und Stadtgraben entsteht auf dem frei gewordenen schmalen Gelände-Streifen die Fürst-Anselm-Allee, nördlich begleitet vom aus dem Stadtgraben im Laufe der Jahre entstehenden Vitusbach, der dort heute im Thurn und Taxis-Schlossgarten verläuft.
- Mitte des 19. Jahrhunderts: Es beginnt der Abriss der Stadtmauer, der Mauertürme und der Toranlagen. Teile der ehemaligen Stadtbefestigungsanlagen, z. B. Toranlagen, bleiben erhalten.
- Bis heute vollständig erhalten blieben der Brückturm am Südende der Steinernen Brücke, der Ostentorturm am östlichen Ende der Ostengasse, der Emmeramer Torturm am südlichen Ende der Waffnergasse und zwei von 37 Mauertürmen. Im Fall des Jakobstores blieben mit den beiden seitlichen, niedrigen Türmen der Brücke über den Stadtgraben von insgesamt vier Türmen – davon zwei hohe Wehrtürme – der ehemals vollständig ummauerten mächtigen Toranlage nur die zwei niedrigsten Türme erhalten, weil sie den damals beginnenden Autoverkehr am wenigsten behinderten.

Der Verlauf der mittelalterlichen Stadtmauer im Süden entlang der Donau ist beim Begehen des Fußweges auf der südwestlichen Donaulände noch heute gut nachvollziehbar. Auch der Verlauf und die Ausmaße der landseitigen mittelalterlichen Stadtmauer sind im Osten, Süden und Westen der Stadt noch nachvollziehbar am Verlauf einiger Straßen wie z B der Fürst-Anselm-Allee, ist aber an einigen Orten durch spätere Bebauung und später entstandene Straßen gestört. Auch der Verlauf einiger Straßen, wie z. B Keplerstraße, Thundorferstraße, Von-der-Tann-Straße und besonders der Verlauf vonStahlzwingerweg,Wiesmeierweg und St.Petersweg demonstrieren noch heute gut den Verlauf der mittelalterlichen Stadtmauer. Auch der ehemalige Verlauf der vormtittelalterlichen Arnulfinischen Stadtmauer, deren früher Bau die Umschließung von Kloster Sankt Emmeram zum Ziel hatte und lange vor den späteren Stadterweiterungen im Westen und Osten erfolgte, ist noch heute anhand der heutigen Straßenverläufe von Weißgerbergraben, Beraiterweg, Westflanke Ägidienplatz und St. Petersweg plausibel nachvollziehbar.

## Entstehung, Verlauf und Beschreibung der Stadtbefestigungsanlagen

### Die Mauer des römischen Legionslagers Castra Regina und ihre Reste
Die 179 fertiggestellte, 8–10 m hohe und 2,40 m breite Römermauer mit ihren vier Ecktürmen und den 18 11 m hohen Zwischentürmen war eine so eindrucksvolle Befestigungsanlage, dass noch im 8. Jahrhundert Zeitgenossen die damalige Stadt als uneinnehmbare Festung ansahen. Ihre Steine wurden zum Bau der späteren neuen Stadtmauern wiederverwendet. Im Süden und Osten wurden sogar ganze Abschnitte der Römermauer in die späteren Stadtmauern einbezogen. Im Osten am Dachauplatz ist im Untergeschoss des Parkhauses die Römermauer unterhalb des Straßenniveaus mit einer Länge von 60 m und einer Höhe von 5 m sichtbar. Weiter nördlich sind vereinzelt Steine der Mauer sogar noch oberirdisch sichtbar wie z. B. im Verlauf der Adolph-Kolping-Straße nach Norden. Besonders gut ist die nordöstlichen Rundung der Römermauer am St. Georgen-Platz, erkennbar. Dort war die Mauer bis 1905 durch ein Haus überbaut. In südlicher Richtung tritt die östliche Mauer bei der Tiefgarageneinfahrt der ehemaligen Klarenangerschule sowie im Römerhof des Gebäudes der Industrie- und Handelskammer hervor. Am Ernst-Reuter-Platz ist das südöstliche Eck der Mauer vollständig zu sehen. Es wurde zwischen 1955 und 1961 erschlossen und der Öffentlichkeit zugänglich gemacht. Die insgesamt 2000 m lange Römermauer hatte die Form eines Rechtecks mit abgerundeten Ecken und Ausmaßen von 540 × 450 Meter. Der Mauer vorgelagert war ein 6 m breiter und 3 m tiefer Graben. Die Wehrmauer des Kastells ruhte auf einem fundamentierten ca. 1 m hohen abgeschrägten Mauersockel. Die bearbeiteten Quader der Wehrmauer aus Blöcken von Sand- oder Kalkstein waren fugenlos ohne Mörtel verbunden. Die fugenlose Bauweise ist noch heute an einem erhaltenen Mauerabschnitt erkennbar, der sich im Keller und im Erdgeschoss des Cafés am Peterstor erhalten hat.
Der Verlauf der Römermauer folgte dem Verlauf der folgenden heutigen Straßen, Gassen und Plätze:
- Im Süden: An der Hülling, St.-Peters-Weg, Fuchsengang, Am Königshof
- Im Osten: Dr.-Wunderle-Straße, Dachauplatz, Schwanenplatz, Adolph-Kolping-Straße, St.-Georgen-Platz
- Im Norden: Unter den Schwibbögen, Goliathstraße, Kohlenmarkt
- Im Westen: Wahlenstraße, Obere Bachgasse, An der Hülling

Drei der vier Toranlagen des Legionslagers mit jeweils zwei Durchfahrten und zwei Türmen haben die späteren beiden Stadterweiterungen nicht überstanden und wurden abgerissen. Das westliche Tor, die Porta Sinistra, verschwand um 920 im Zuge der ersten Stadterweiterung nach Westen und Norden, die mit dem Bau der Arnulfinischen Stadtmauer abgeschlossen wurde. Das nördliche Tor, die Porta Praetoria hatte nach dem Bau der Arnulfinischen Stadtmauer, die auch das nördliche Areal am Donauufer durch Mauern im Osten und Westen schützte, die Bedeutung als Tor verloren, blieb aber zunächst teilweise erhalten. Die baulichen Reste der Toranlage gerieten nach Überbauung mit einem Haus im 1700 Jahrhundert in Vergessenheit und wurden erst Ende 1885 beim Abbruch des vorgebauten Hauses wiederentdeckt.
Das östliche Tor, die Porta Principalis Dextra behielt die Funktion als Stadttor, wurde aber im Laufe des Mittelalters baulich zum sogenannten schwarzen Burgtor verändert. Ebenso wie das benachbarte Klarissenkloster wurde das schwarze Burgtor bei der Beschießung der südöstlichen Stadtteile Regensburgs durch napoleonische Truppen 1809 im Verlauf der Schlacht bei Regensburg stark beschädigt und dann bei Aufräumarbeiten 1812 abgerissen.
Das südliche Tor, die Porta decumana, am südlichen Ende der Fröhlichen-Türken-Straße, wurde im Laufe des Mittelalters zum sogenannten St.-Paul-Burgtor verändert und umbenannt. Das römische Tor verschwand endgültig um 1320, als an diesem Standort die ältere Arnulfinische Stadtmauer zur neuen mittelalterlichen Stadtmauer mit Zwinger, Zwingermauer und Graben ausgebaut wurde. Das machte eine völlig neue mittelalterliche Toranlage erforderlich, die dann Weih St. Peters Tor genannt wurde. Der Name dieser ehemaligen Toranlage bezeichnet seitdem nicht nur diesen ehemaligen Standort, sondern und auch die heutige platzartige Umgebung mit der zugehörigen Brücke.

### Die Arnulfinische Stadtmauer (920–1320)

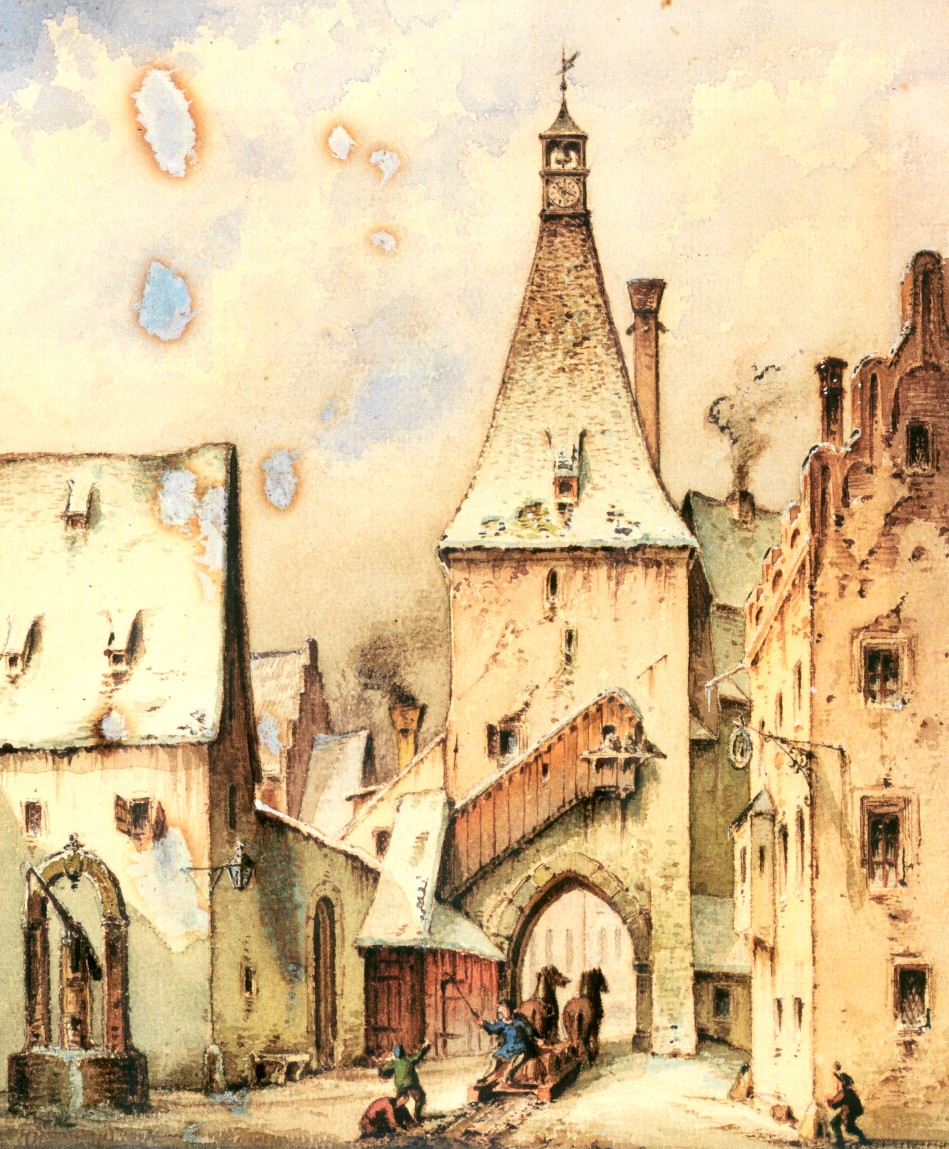
Hallertor St.-Georgen-Platz Einmündung in die Straße Unter den Schwibbögen

Nach dem Abzug der Römer im 5. Jahrhundert blieb die Mauer des Legionslagers über mehrere Jahrhunderte bestehen. Von 500 bis 800 bot sie den Herzögen der Bajuwaren aus dem Geschlecht der Agilolfinger Schutz, dann den ostfränkischen karolingischen Kaisern und Königen und nach 900 auch dem bayerischen Herzog Arnulf I. aus dem Geschlecht der Luitpoldinger. Zu seiner Zeit waren die Zivilsiedlungen außerhalb der Römermauer westlich und nördlich am Ufer der Donau bereits weit entwickelt. Ebenfalls außerhalb der Römermauer war nach 739 im Südwesten das Kloster Sankt Emmeram entstanden.
Um 920 entschloss sich Herzog Arnulf I. nach kriegerischen Auseinandersetzungen mit dem ostfränkischen König Konrad I., seine von der Römermauer eingeschlossene bayerische Residenzstadt auszubauen und die Befestigungsanlagen zu erweitern. Dabei war es auch das Ziel, das im 8. Jahrhundert außerhalb der Mauern des Römerlagers entstandene Kloster Sankt Emmeram in den Schutz der geplanten neuen Stadtmauer einzubeziehen. Deshalb wurde der rechteckige Mauerring des römischen Legionslagers durch den Teilabriss von Südmauer und Westmauer mitsamt der Porta Sinistra aufgebrochen. Dort sollte das Stadtgebiet nach Süden und Westen hin erweitert und durch die neue, weiter westlich verlaufende Arnulfinische Stadtmauer und durch 3 neue Tortürme gesichert werden.
Am Ort des heutigen St.-Georgen-Platzes, wo die Römermauer, von Süden kommend nach Westen abbog, eröffnete das neue Hallertor den östlichen Zugang zur Stadt. Eine kurze Mauer bis zum Ufer der Donau sollte die nördliche Uferzone der Stadt am östlichen Ende schützen. Der westliche Abschluss der Ost-West-Verkehrsachse (heutige Ludwigsstraße) war das neue Ruozanburgtor, das hinausführte auf den damals noch großen, vereinten Platz der erst später getrennten Plätze Arnulfsplatz und Bismarckplatz. Im Nordwesten begann die neue Stadtmauer am Ufer der Donau am Ort der heutigen Kirche St. Oswald, deren Entstehung mit dem Bau der Stadtmauer zusammenhängen könnte, was aber ungeklärt ist. Von dort aus verlief die Arnulfinische Mauer nach Süden entlang der heutigen Straße Weißgerbergraben, folgte dann dem Verlauf der heutigen Drei-Mohren-Straße und dem Beraiterweg über den Ägidienplatz bis zum Kloster St. Emmeram. Die Mauer umschloss das Kloster im Halbkreis, wobei sie südöstlich des Klosters vom Alten Emmeramer Tor unterbrochen wurde, verlief dann ein kurzes Stück nach Norden und schloss auf Höhe der heutigen Straße An der Hülling wieder an die Römermauer an. Damit war sowohl das Kloster St. Emmeram geschützt als auch die zivilen Ansiedlungen westlich und nördlich des Legionslagers.
Der Verlauf der Arnulfinischen Stadtmauer folgte ungefähr dem Verlauf der folgenden heutigen Straßen, Gassen und Plätze:.
- Im Süden (wie die Römermauer): An der Hülling, St.-Peters-Weg, Fuchsengang, Am Königshof
- Im Osten (wie die Römermauer): Dr.-Wunderle-Straße, Dachauplatz, Schwanenplatz, Adolph-Kolping-Straße, St.-Georgen-Platz mit neuem Hallertor
- Im Norden: Unter den Schwibbögen, Goliathstraße, Kohlenmarkt, Haidplatz (Nordseite), Ludwigstraße mit neuem Ruozanburgtor (Uhrturm Neue Uhr)
- Im Westen: Weißgerbergraben, Drei-Mohren-Straße, Beraiterweg, Ägidienplatz, Waffnergasse, Umrundung Kloster St. Emmeram

### Die mittelalterliche Stadtbefestigung (nach 1293)

#### Beschreibung der Befestigungsanlagen
Die landseitigen Stadtbefestigungsanlagen im Westen, Süden und Osten hatten – ohne die Vorwerke – insgesamt eine Breite von mindestens 40 m und bestanden von innen nach außen aus:
- Innere Stadtmauer mit Mauertürmen und Tortürmen, die teilweise mit Wehrtürmen verstärkt waren. Die Stadtmauer war ca. 2 m breit und 5 m hoch und mit einem überdachten Wehrgang versehen, der durch die Mauer und Tortürme hindurch führte. Die 23 landseitigen und 14 donauseitigen Mauertürme waren im Grundriss quadratisch, unterkellert, meist mit Pyramidendächern gedeckt und hatten Treppenaufgänge zum Wehrgang, die von den innenseitigen Gassen ausgingen. Die Mauer (ohne Mauertürme) war mit ca. 1170 Schießscharten versehen.
- Zwinger vor der inneren Stadtmauer: ein bis zu 10 m breiter, mit Gras bewachsener Geländestreifen.
- Zwingermauer: eine niedrigere und nur 1 m breite Bruchsteinmauer, die mit verschließbaren Schießlöchern versehen war. In regelmäßigen Abständen standen in der Zwingermauer 28 halbrunde oder achteckige, nach innen offene Zwingertürmchen. Zwingermauer und Zwingertürme hatten ca. 800 Schießscharten.
- Stadtgraben: Vor der Zwingermauer verlief der ca. 20. m breite und bis zu 8 m tiefe Stadtgraben, beidseitig gestützt von einer Futtermauer aus Bruchsteinen.[9]

Die donauseitigen Stadtbefestigungsanlagen im Norden bestanden wegen der dortigen speziellen Bedürfnisse am Donauufer und der beengten räumlichen Gegebenheiten auf der wirtschaftlich genutzten Donaulände nur aus der mit Schießscharten versehenen Stadtmauer mit Wehrgang und einigen speziell gestalteten Wehrtürmen, teilweise mit Durchgängen durch die Mauer.

#### Bauplanung
Am Ende des 13. Jahrhunderts hatte sich die Stadt im Westen um ca. 500 m über die Arnulfinische Stadtmauer hinaus ausgeweitet.
In dieser Westenvorstadt hatte bereits 1110 der Bau des Schottenklosters St. Jakob begonnen, nur 100 m vor der Arnulfinischen Mauer. Ebenfalls außerhalb der Mauer, 200 m weiter nordwestlich, war 1233 das Dominikanerinnenkloster Heilig Kreuz gegründet worden, nachdem wenige Jahre zuvor innerhalb der Arnulfinischen Mauer der Bau einer Kirche der Dominikanermönche begonnen hatte. Bereits zur Mitte des 12. Jahrhunderts war inmitten der Westenvorstadt die romanische Hallenkirche der Johanniter St. Leonhard entstanden und noch weiter westlich in den Gassen, die noch heute die Namen ihres Gewerbes (Gerbergasse, Lederergasse) tragen, hatten sich im 13. Jahrhundert auf Betreiben des Stadtmagistrates die Lederer und Gerber angesiedelt, die wegen der Beseitigung von Abwasser auf die Nähe zur Donau angewiesen waren. Westlich dieser Handwerkersiedlung, wo mit der Siedlung Prebrunn der Einflussbereich des um 1100 gegründeten Klosters Klosters Prüfening begann, endete der Einflussbereich der Reichsstadt Regensburg.
Mit der Ostenvorstadt war am Ende des 13. Jahrhunderts auch im Osten der Stadt, außerhalb der dort noch vorhandenen Römermauer ein neues Stadtviertel entstanden. Schon 1221 war vor der zum schwarzen Burgtor umgebauten ehemaligen Porta Principalis Dextra als eines der ersten Franziskanerklöster in Deutschland das Kloster St. Salvator gegründet worden. An Stelle einer Salvatorkapelle begannen die Klosterbrüder der Franziskaner-Minoriten ab 1255 dort mit dem Bau der Minoritenkirche als Klosterkirche. Parallel zu diesen Bauten entstand etwas südlich davon auf dem Areal des heutigen Dachauplatzes auch ein Klarissenkloster. Außerdem hatten sich entlang der Ausfallstraße nach Straubing, Passau und Wien (heute Ostengasse) viele Gewerbebetriebe, insbesondere Brauereien, Gasthöfe und Beherbergungsbetriebe angesiedelt. Laut Denkmalschutzliste des BLFD weisen viele der heutigen Häuser Bausubstanz aus der 2. Hälfte des 13. Jahrhunderts auf und wurden dann später überbaut.

#### Veränderungen im Baubestand von Stadtmauertürmen und Tortürmen
Beim Bau der mittelalterlichen Stadtmauer gab es folgende Veränderungen an bestehenden Türmen:
- Das Alte Emmeraner Tor der Arnulfinischen Stadtmauer südöstlich von Kloster St. Emmeram wurde abgerissen.
- Das Hallertor und das Ruozanburgtor der Arnulfinischen Stadtmauer blieben erhalten, verloren aber ihre Funktion als Tor und wurden zu Uhrtürmen (Haller-Uhr und Neue Uhr) umgewidmet.

Beim Bau der mittelalterlichen Stadtmauer wurden sieben neue Tore mit Tortürmen errichtet:
- das Prebrunntor
- das Jakobstor
- das Neue Emmeramer Tor westlich von Kloster St. Emmeram
- das Peterstor
- das Ostentor
- das Brücktor (Steinerne Brücke südlich)
- der Mittelturm auf der Steinernen Brücke zur Sicherung des Zugangs zum Oberen Wöhrd
- das Tor des Schwarzen Turms (Steinerne Brücke nördlich).

Im Verlauf der Stadtmauer wurden 37 Mauertürme erbaut, die gemeinsam mit den Tortürmen unter Fürstbischof Dalberg neu benannt und mit römischen Ziffern durchnummeriert wurden, beginnend in Prebrunn im Westen und weiter zunächst donauseitig nach Osten, dann landseitig nach Westen.

#### Verlauf der landseitigen mittelalterlichen Stadtbefestigung
Gegen Ende des 13. Jahrhunderts fiel der Entschluss, dass Osten- und Westen-Vorstadt mit allen neu entstandenen Klöstern und Kirchen und auch die bereits 1146 fertiggestellte Steinerne Brücke in erweiterte, neu zu bauende Befestigungsanlagen der Stadt einbezogen werden sollten. Geplant wurde der Bau einer Stadtmauer mit Zwinger, Zwingermauer und Stadtgraben. Der Bau der neuen landseitigen Stadtmauer begann im April 1293, wie es die Inschrift auf einer Tafel im Prebrunntorturm besagt, und wurde 1320 abgeschlossen.
Die landseitige Stadtmauer begann im Westen am Donauufer im heutigen Herzogspark mit dem Prebrunntorturm, der Bestandteil der Prebrunn-Bastei war. Die Mauer folgte dem Verlauf der heutigen Straße Stahlzwingerweg nach Süden bis zur Toranlage des Jakobstores, die um 1301 erbaut wurde und von der heute nur noch die beiden Halbrundtürme des Vorwerkes erhalten sind. Bei der Einmündung des Stahlzwingerweges in die heutige Jakobsstraße erhob sich mitten auf der Jakobsstraße der mehrgeschossige Jakobstorturm. Der Turm war auf beiden Seiten durch Mauern mit zwei seitlichen Magazingebäuden so verbunden, dass man die Straße nur durch die Öffnung des Tores passieren konnte und sich dann in einem Innenhof befand. Der Übergang über den Stadtgraben erfolgte über eine Zugbrücke, die man durch ein weiteres Tor erreichte, das durch die beiden heute erhaltenen Halbrundtürme flankiert war. Geschützt wurde die Brückenanlage durch einen an den südlichen Halbrundturm anschließenden hohen Wehrturm, der ebenso wie der Jakobstorturm nicht erhalten blieb.

Erhaltene Reste der Stadtmauer, erhaltene Tortürme und Mauertürme der südlichen, landseitigen Stadtbefestigung
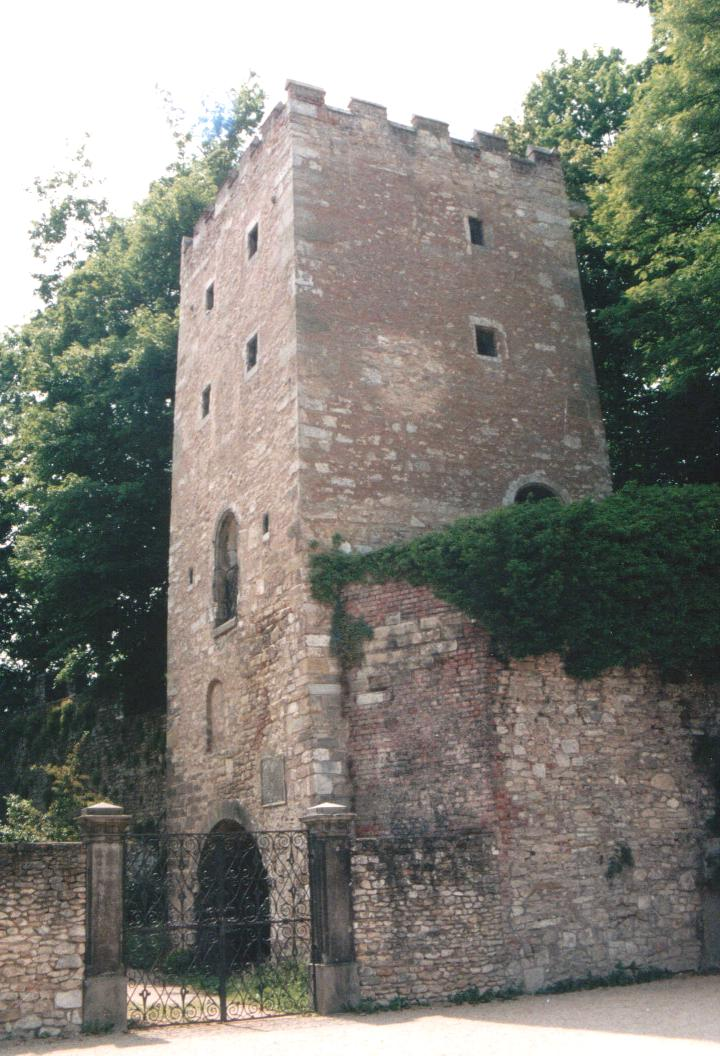
Prebrunnturm II, Nordost-Ansicht; ohne Bastei
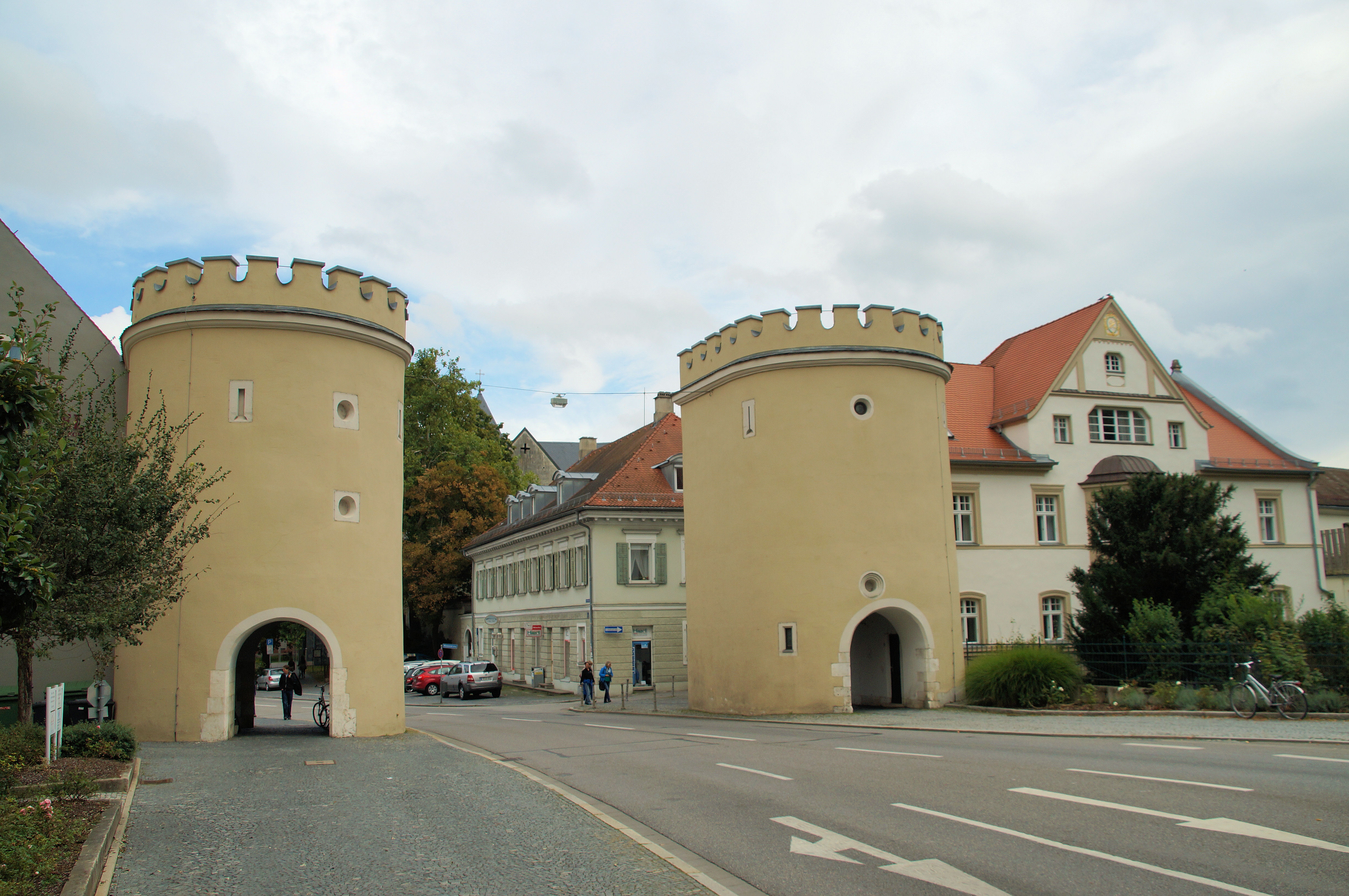
Jakobstor XXXIV, Flankentürme der Tor-Brücke über den Stadtgraben
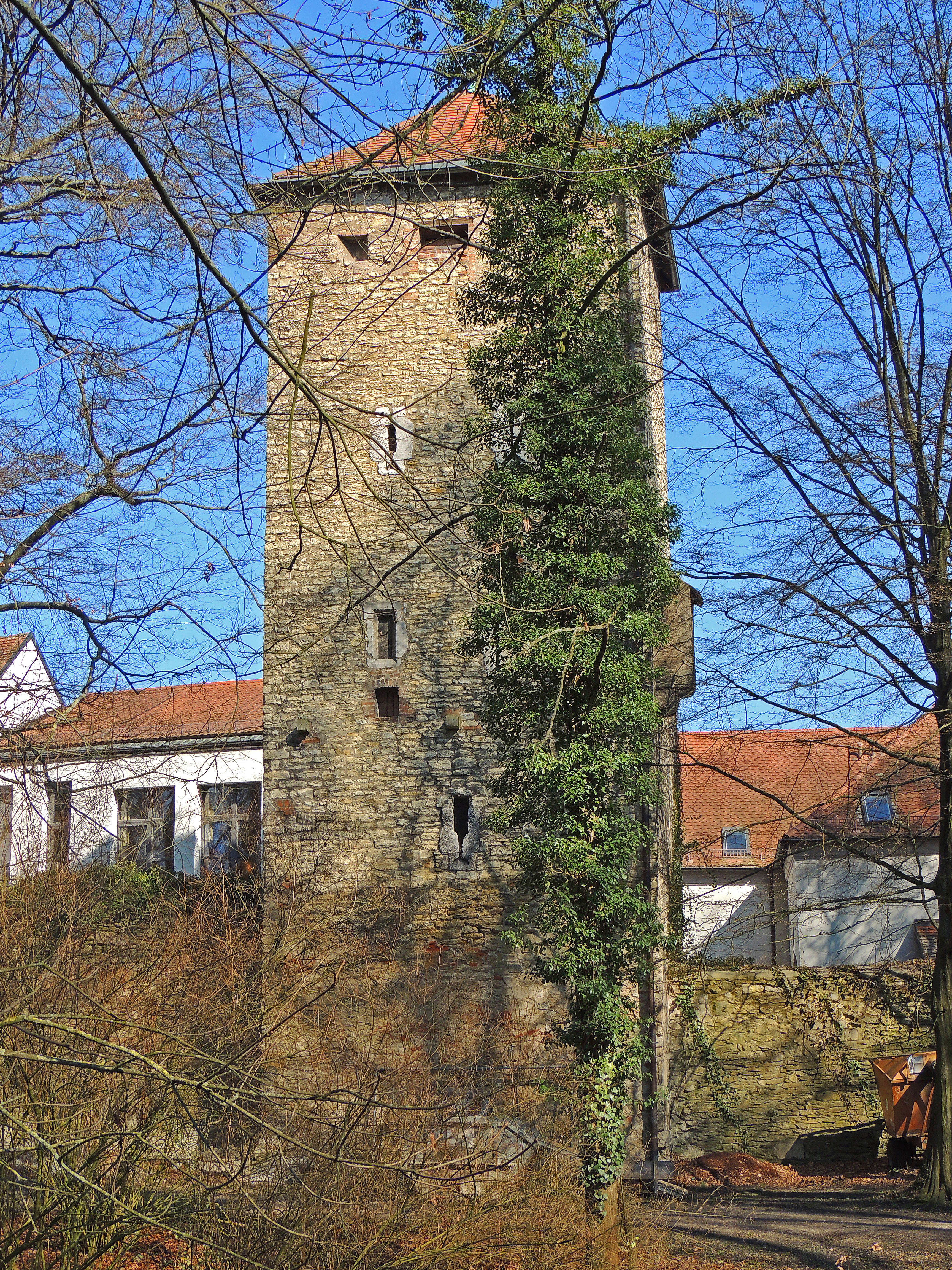
Ägidienturm XXXII (West-Ansicht)
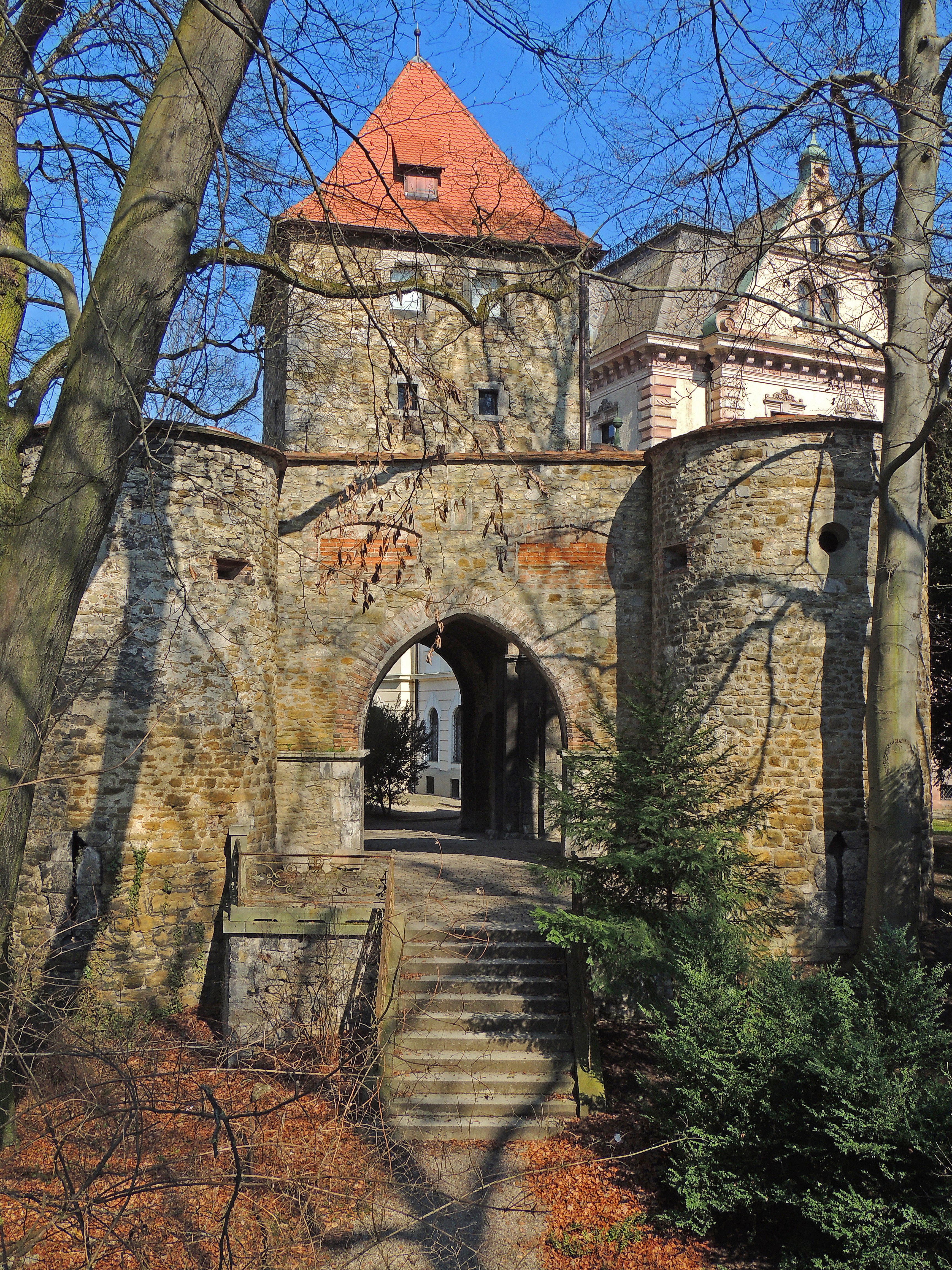
Emmeramer Tor XXXI (Süd-Ansicht)
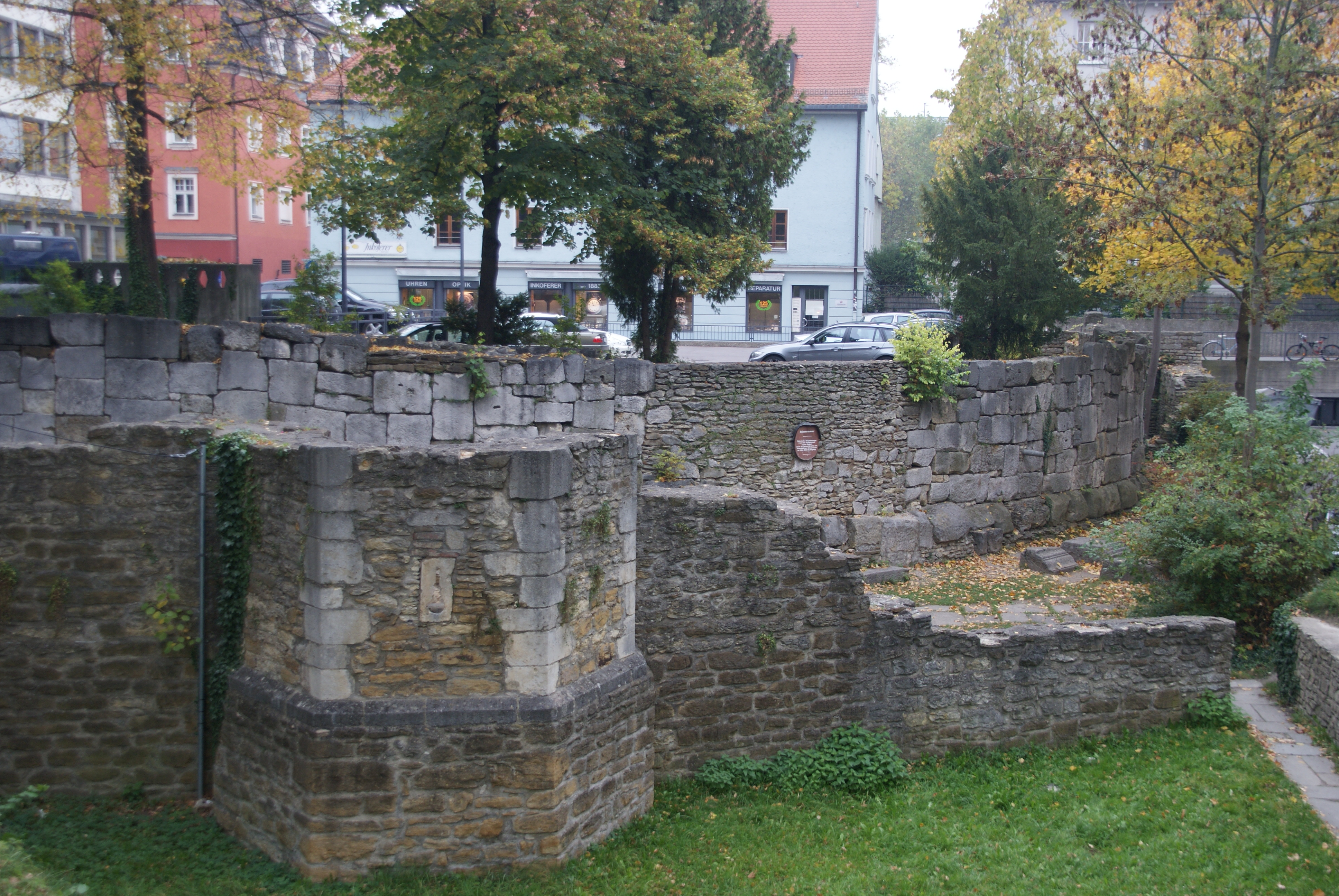
Römermauer und mittelalterliche Stadtmauer mit Zwingermauer und Zwingerturm, Standort Am Königshof
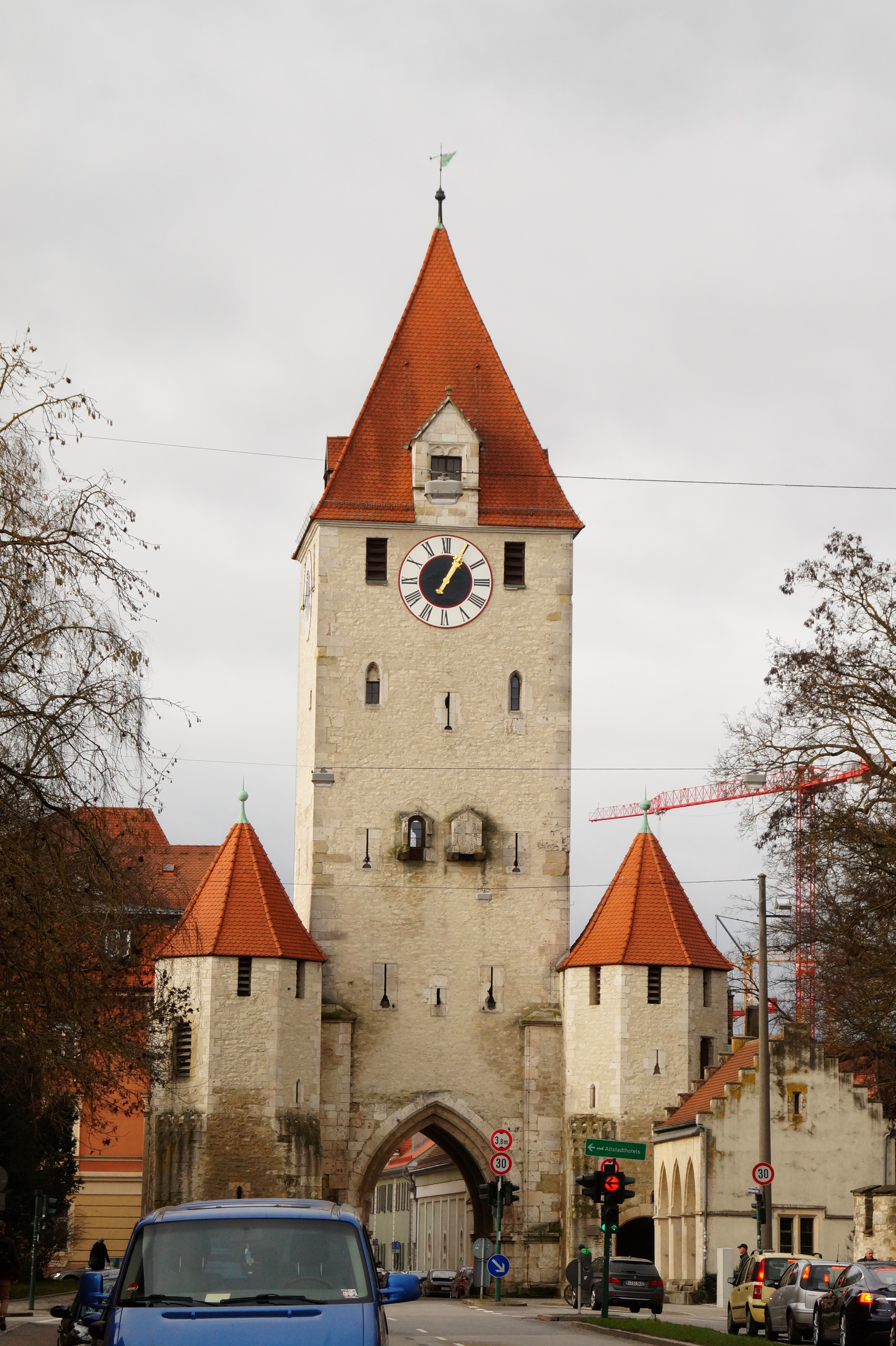
Ostentor-Turm XVII (Ost-Ansicht)

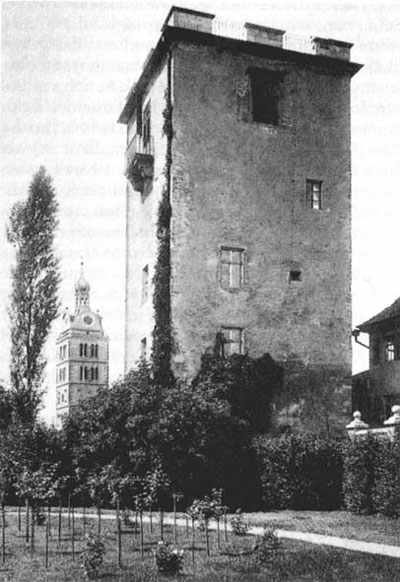
Placidusturm XXVIII, Abbruch 1902 (Hintergrund:
Glockenturm von St. Emmeram)

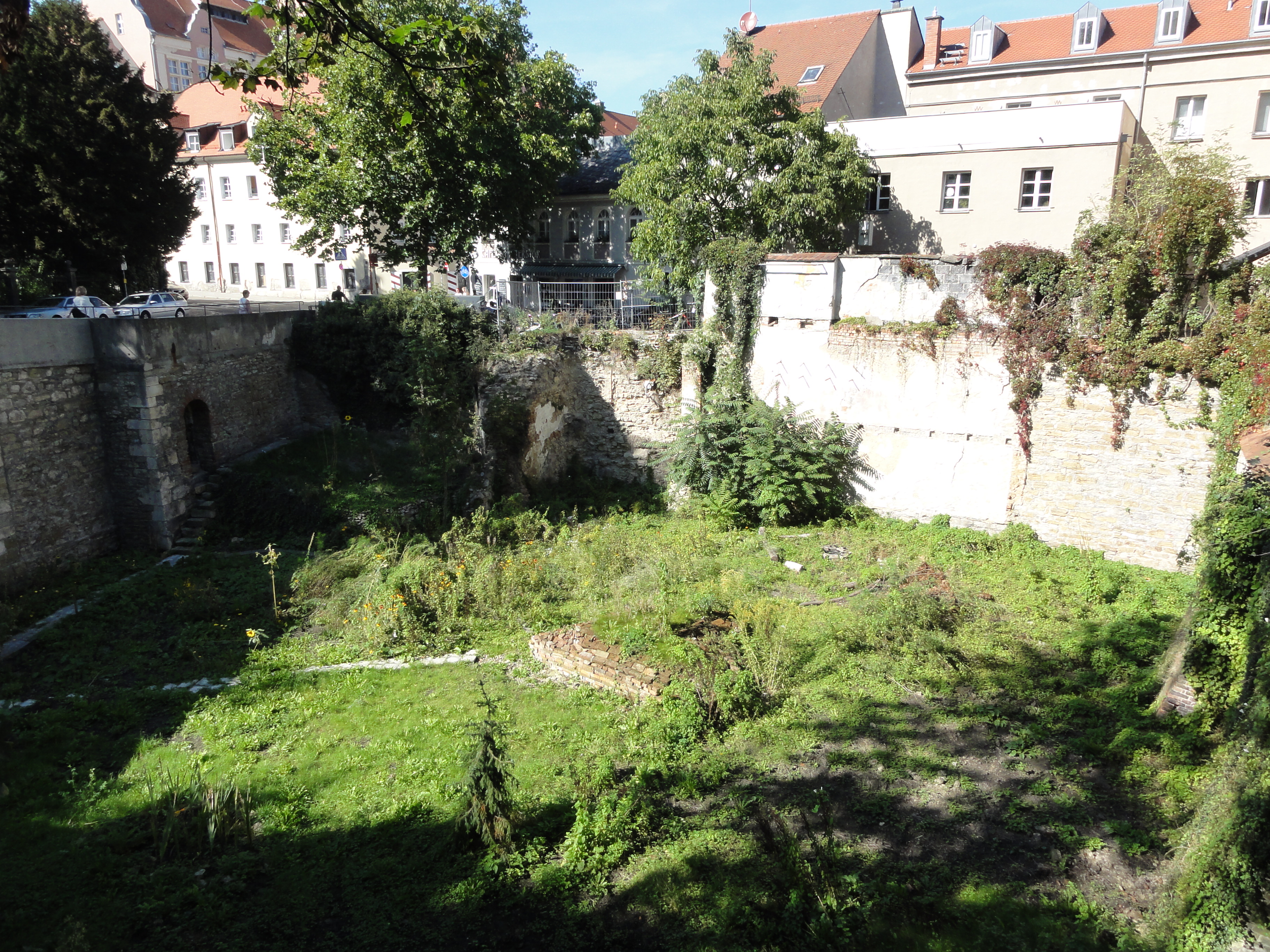
Standort des ehemaligen Peterstor-Turms
im Stadtgraben,
2011 vor der Neubebauung

Vom Jakobstor nach Südosten folgte die neue Stadtmauer dem Verlauf der heutigen schmalen Gasse Wiesmeierweg. Die Mauer umschloss dabei das Jakobskloster und traf dann auf Höhe des heutigen Ägidienplatzes auf die alte Arnulfinische Mauer. Die alte Arnulfinische Stadtmauer, die vom Donauufer kommend nach Süden über den Beraiterweg zum Ägidienplatz verlief, wurde abgerissen und durch die neue Mauer ersetzt. Sie verlief weiter nach Süden parallel zur östlich des Arnulfsplatzes verlaufenden Gasse Am Ölberg bis zum Kloster St. Emmeram. In diesem noch heute gut erhaltenen Abschnitt der Stadtmauer steht mit dem Ägidienturm einer der beiden noch erhaltenen Mauertürme.
Südwestlich von Kloster St. Emmeram wurde das neue Emmeramer Tor erbaut, das in Fortsetzung der Gasse Am Ölberg einen südlichen Stadtausgang bot und die Verbindung zum bayerischen Vorort Kumpfmühl herstellen sollte. Das nicht weit nordöstlich entfernte Alte Emmeramer Tor wurde abgebrochen. Auf Höhe der Straße An der Hülling wurde beim Placidusturm ein Bauwerk zum Durchlass des Vitusbaches durch die Mauer errichtet. Der Vitusbach hatte die Aufgabe, den geplanten Stadtgraben mit Wasser zu versorgen. Ab dort folgte die neue Mauer dem Verlauf des heutigen Peterswegs nach Osten, wo auch die Arnulfinische Mauer und die teilweise erhaltene Römermauer verliefen, zunächst bis zum St.-Paul-Burgtor, der ehemaligen Porta Decumana, das durch die neue Toranlage des Peterstors ersetzt werden musste.
Danach folgte die neue Mauer nach Osten weiterhin der Arnulfinischen bzw. der Römer-Mauer entlang der heutigen Straße Fuchsengang bis zur Straße Am Königshof, wo die neue, wie auch die beiden alten Mauern nach Norden abbogen. Während aber die beiden alten Mauern weiter nach Norden verliefen, bog die neue Stadtmauer nach nur knapp 100 m auf Höhe der heutigen Von-der-Tann-Straße scharf nach Osten ab, um dem Verlauf dieser Straße zu folgen und dann nach Richtungsänderung bei der Straße Am Stärzenbach nach Norden die neue Ostenvorstadt zu umschließen bis hin zum Ostentor. Dort endete die Mauer an der Donau, wo später 1529 die Ostenbastei errichtet wurde.
Die Baumaßnahmen zur Errichtung von Zwinger, Zwingermauer und Stadtgraben begannen im Jahr 1330 am Ostentor, wie es dort die Inschrift auf einer Tafel besagt. Die langwierigen Baumaßnahmen erreichten das neue Peterstor 1383 und wurden um 1400 abgeschlossen.

#### Verlauf der donauseitigen mittelalterlichen Stadtmauer
Nach Abschluss der Baumaßnahmen der südlichen, landseitigen Stadtmauer begann 1320 der Bau der nördlichen, donauseitigen Stadtmauer, wie es die Inschrift auf einer Tafel am Turm III der Stadtmauer besagt.
Der Beginn der Mauer im Osten und das Ende der Mauer im Westen wurden nach 1500 mit der Ostenbastei und der Westenbastei (Prebrunnbastei) ergänzt und verstärkt.

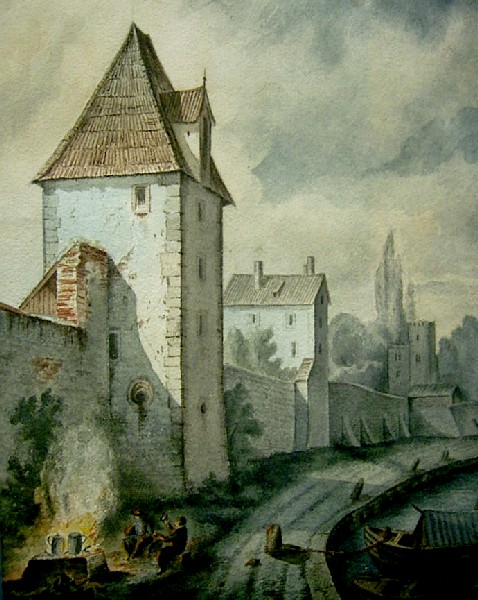
Stich 1872, Schiffslände, Mauerpartie mit Türmen. Im Hintergrund eventuell Prebrunnturm

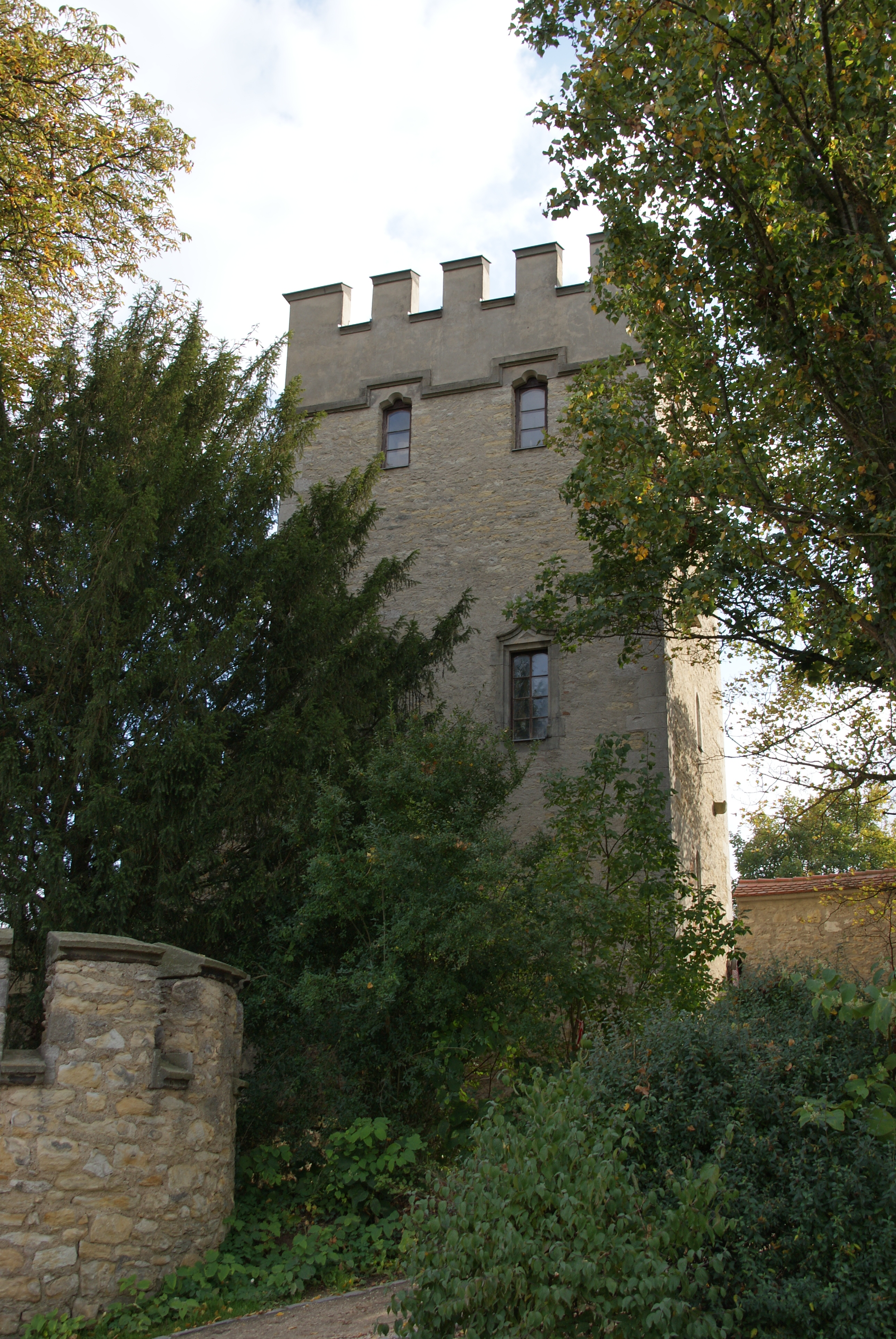
Pulverturm / Anatomieturm

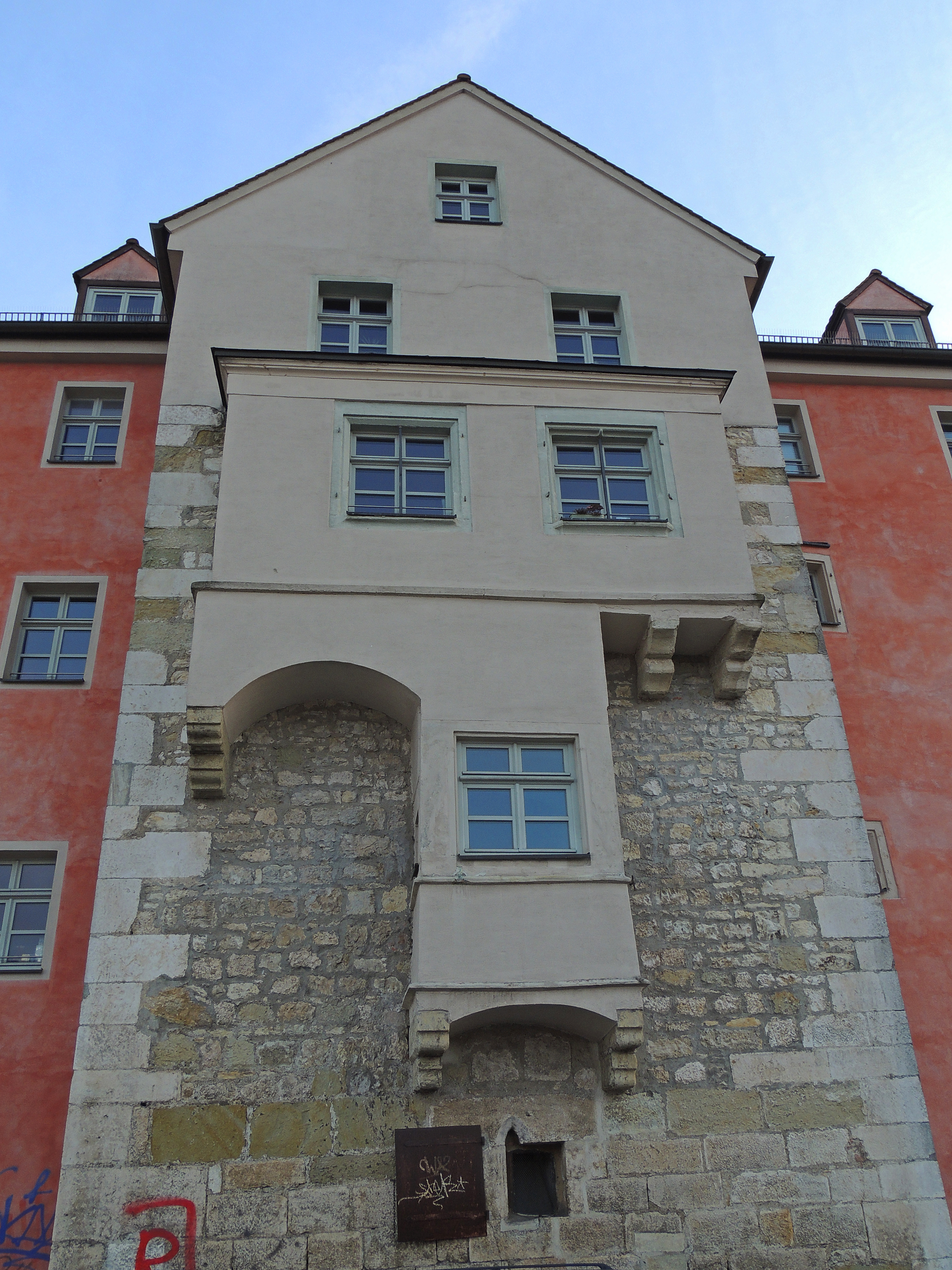
Mauthausturm

Mit ihren 15 Mauertürmen verlief die ca. 2 km lange donauseitige Stadtmauer auf der Uferzone, die seit 1885 Ländesstraße und seit 1903 Donaulände genannt wurde. Westlich der Steinernen Brücke wurde die Donaulände als Lager- und Umschlagsplatz für Handelswaren (Holz, Eisen, Wein, Salz) sehr unterschiedlich genutzt. Das musste beim Bau der Mauer durch ausreichend Platz vor der Mauer und unterschiedliche Zugänge und Durchlässe zur Stadt berücksichtigt werden. So gibt es noch heute einen Mauerdurchgang zum Donauufer gleich westlich der Steinernen Brücke, früher genannt das Ohmtürlein am Wiedfang. Dort beim zugehörigen Ohmturm (IX, nicht erhalten) erfolgte das Wiegen und Eichen der Salzfässer. Dort befindet sich eine Bautafel, die besagt, dass eine Ausbesserung und Verstärkung der Stadtmauer längs der Donau 1610 vorgenommen wurde. Anschließend westlich waren je nach Nutzung gesonderte Gestaltungen der Toranlagen und der betroffenen Mauerbereiche erforderlich. Dort wurde der Verlauf der Mauer durch die nördlichen Fronten der Wirtschafts- und Lagergebäude bestimmt, die dort jeweils lokalisiert waren. So wurde die Nordfront des damaligen Eisenlagergebäudes (heute: „der Strohhalm“) durch die Stadtmauer gebildet, die noch heute auf einer Länge von 10 m an vier Schießscharten zu erkennen ist. Auch 300 m weiter östlich befindet sich ein ähnlich langer Stadtmauerabschnitt mit vier Schießscharten als nördliche Front von zwei kleinen Schuppen. Zwischen diesen beiden Mauerabschnitten haben spätere Abrisse, Um- und Neubauten die ursprüngliche Bebauung stark verändert. Das gilt z. B. für das Gebäude mit dem Mauthausturm, wo für die Erhebung der Maut die Güter gewogen werden mussten und auch für das Weintor, das heute vollständig verbaut ist.
Östlich der Steinernen Brücke gab es vor der Mauer den Kräncherturm (XII), einen Rundturm mit Kranaufsatz für Be- und Entladevorgänge. 500 m östlich der Steinernen Brücke erfolgte der Zugang von der Donaulände auf den Unteren Wöhrd über eine mit einem hölzernen Brückenturm gesicherte Holzbrücke, die der Vorläufer der heutigen Eisernen Brücke war. Noch weiter östlich im Park der königlichen Villa steht noch der einzige erhaltene donauseitige Stadtmauerturm, der bis ins 19. Jahrhundert Pulverturm und dann Anatomieturm genannt wurde. Im Turm wurde Pulver gelagert, das in einer benachbarten, möglichst entfernt von der Stadt auf der Donau schwimmenden Pulvermühle hergestellt wurde.

#### Befestigungsanlagen der Steinernen Brücke

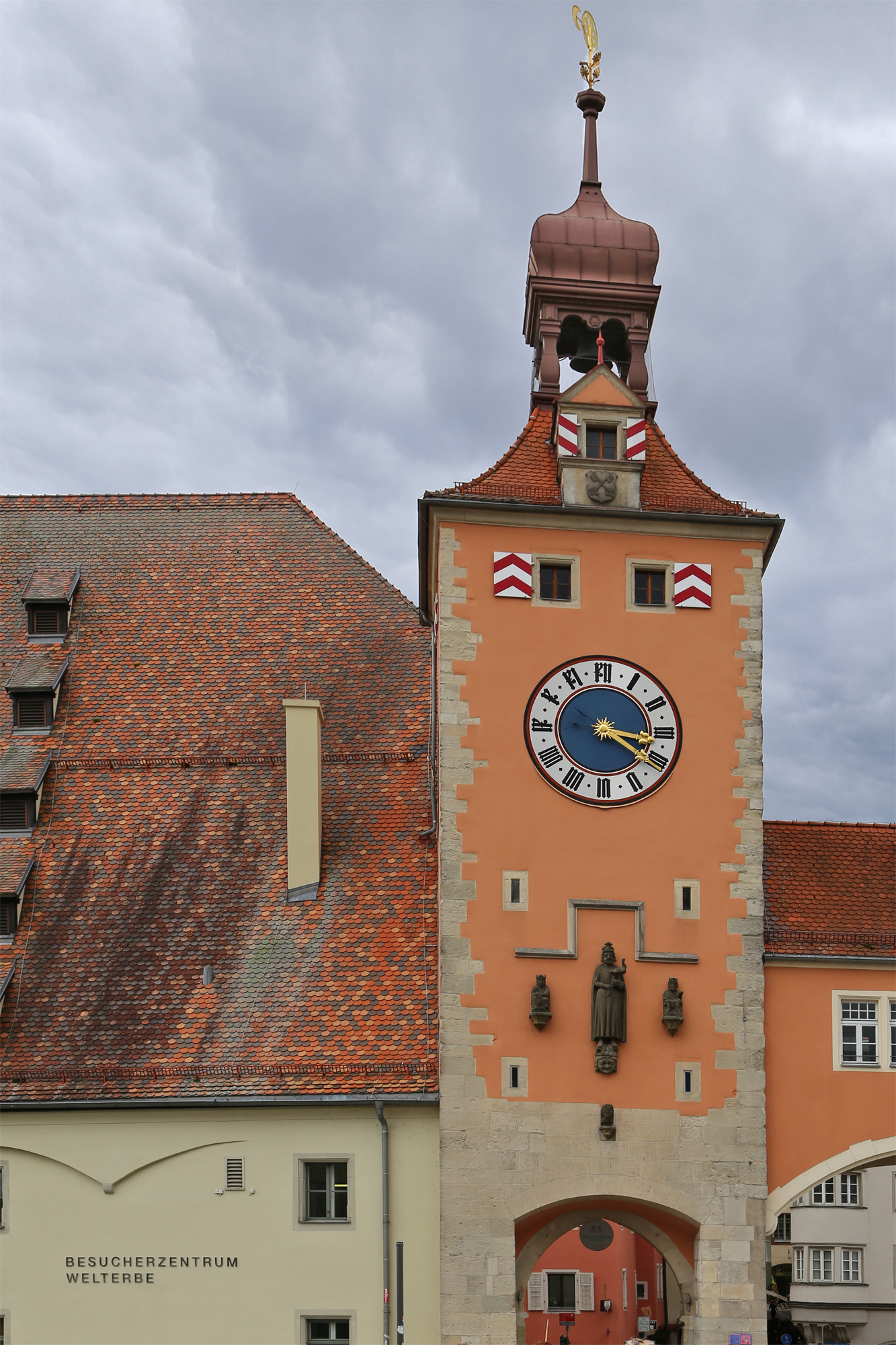
Südlicher Brückturm
Ansicht von Nord

Der Hauptzugang zur Stadt war die Steinerne Brücke, die mit dem stadtseitigen fünfgeschossigen Brückturm eine besonders repräsentative, hohe und wehrhafte Turmanlage erhielt. Dieser südliche Stadttorturm wurde im Dreißigjährigen Krieg schwer beschädigt und 1648 wieder aufgebaut.
Der Zugang zum Oberen Wöhrd in der Mitte der Brücke erhielt mit dem Mittelturm einen eigenen Wehrturm. Auch dieser Turm wurde im Dreißigjährigen Krieg 1633 unter bayerischer Besatzung ausgebrannt und beim Eisstoß 1784, ebenso wie andere donauseitige Befestigungsanlagen, völlig zerstört und dann abgetragen. Der nördliche Brückturm am Nordufer der Donau, der Zugang in die bayerische Kleinstadt Stadtamhof, musste als stark gefährdete Toranlage besonders geschützt werden. Bereits 1383 hatte der Schwarzer Turm genannte Wehrturm eine ihn auf drei Seiten umgebende Wehranlage erhalten, die 1388 im Städtekrieg und 1429 während der Hussitenkriege zu einem Mauergeviert mit Wehrgang und Schießscharten erweitert wurde und zusätzlich zwei runde Begleittürme und einen vorgelagerten Graben mit Fallbrücke erhielt.
Im Dreißigjährigen Krieg wurde am Beginn der schwedischen Besatzung im November 1633 der nördliche Brückenkopf der Steinernen Brücke in seinem Vorfeld zusätzlich mit einem großen Hornwerk mit Contregarde und drei Redouten und vertieften Wassergräben verstärkt. Der Brückenkopf konnte deshalb trotz starken Beschusses und vielfacher Angriffe nicht von den kaiserlich-bayerischen Truppen eingenommen werden. Trotzdem gelangten die Angreifer im Juli 1634 auf die Brücke, denn es war ihnen gelungen, den Oberen Wöhrd zu erobern und von dort aus die Brücke zu besetzen.

#### Liste der mittelalterlichen Stadtmauertürme und Tortürme
Nummerierung mit römischen Ziffern gemäß Dalberg (zitiert bei Bauer)
| Turm Name                         | Ziffer   | Lage | Beschreibung | Zustand                                                                                             | Bemerkungen |
| --------------------------------- | -------- | --- | --- | --------------------------------------------------------------------------------------------------- | --- |
| Prebrunnbastei                    | I        | im Herzogspark                                                                                             | Basteianlage ohne Turm, erbaut im 16. Jahrhundert; Abb. bei | zerstört 1634                                                                                       | Neue und stark verstärkte Bastei erbaut 1656/8, deren Mauern erhalten sind                                                                          |
| Prebrunntor-Turm                  | II       | im Herzogspark                                                                                             | viergeschossiger Turm, mit Zinnenkranz, Untergeschoss wegen Erdaufschüttung nicht zugänglich. | zerstört 1634, Wiederaufbau 1642, erhalten                                                          | seit 1955 Aussichtsturm |
| Herrenplatz-Turm                  | III      | Herrenplatz 2                                                                                              | heute im Eckhaus eingebaut | eingebaut                                                                                           | mit Bautafel |
| ohne Namen                        | IV       | Nordende Spatzengasse                                                                                      | mit Tordurchgang (Kotiges Tor zur Ausschaffung von Unrat) | nicht erhalten                                                                                      | |
| Loh-Turm                          | V        | gegenüber von Haus Nr. 16 Lederergasse                                                                     | viergeschossig in Mauer eingebaut mit Pyramidendach und Dacherker, Schießscharten im Untergeschoss | nicht erhalten                                                                                      | donauseitig verstärkt mit Quadern |
| Lederer-Turm                      | VI       | Nordende Haaggasse                                                                                         | auf der Mauer aufsitzend mit Treppenaufgang und Tordurchgang zur Donaulände (Ledererthörl). | nicht erhalten                                                                                      | wahrscheinlich vor 1812 abgebrochen. Abbildung bei                                                                                                  |
| Schiegen-Turm                     | VII      | Nähe Brunnleite                                                                                            | Mauerturm mit Kastenerker im dritten Obergeschoss | nicht erhalten                                                                                      | mit rundbogigem Mauerdurchlass für Abwasser. Abbildung bei                                                                                          |
| Holz-Turm                         | VIII     | Nordende Weißgerbergraben                                                                                  | Mauerturm in der Uferbefestigung. Westlich angrenzend das Holztor als Zugang zur Holzlände | nicht erhalten                                                                                      | Unter dem Turm Auslauf des Vitusbachs |
| Eisengrät-Turm                    | fehlt    | bei Haus Nr. 18, Keplerstraße                                                                              | massiger Turm | nicht erhalten                                                                                      | abgebildet bei H. G. Bahre 1630 Ansicht der Stadt von Norden                                                                                        |
| Ehemaliges Wein-Tor               |          | bei Haus Nr. 16, Keplerstraße                                                                              | | nicht erhalten                                                                                      | Mauertor mit Straßentor erbaut 1610 |
| Ehemaliges Maut-Tor mit Maut-Turm | ohne Nr. | bei Haus Nr. 12, Keplerstraße                                                                              | | heute vermauert                                                                                     | ehemals mit Maut-Turm |
|                                   |          | | Unterbrechung der Mauer ab Haus Nr. 10 Keplerstraße, mit ehemaligem Fleischhaus und Schmelzhütte bis zum Platz Am Wiedfang | Fleischhaus nicht erhalten                                                                          | Mauerdurchlass Fleischthürlein |
| Ohm-Turm                          | IX       | kurz vor der Steinernen Brücke                                                                             | Rundturm mit Kegeldach und mit Mauerdurchlass Ohmtürlein | Turm nicht erhalten, Durchlass erhalten                                                             | heute: Schiffswindehäuschen (1914) mit Schlitz für Zugseil                                                                                          |
| Brückturm                         | X        | Südende Steinerne Brücke                                                                                   | repräsentativer Stadteingang und Wehrturm für Stadtmauer und Brücke | erhalten                                                                                            | |
| fehlt                             | XI       | ? | ? | ?                                                                                                   | Stadtmauer mit Wurstkuchl östlich vom Salzstadl |
| Kräncherturm                      | XII      | donauseitig unterhalb der Wurstkuchl                                                                       | Rundturm mit Kranaufsatz von 1617 | nicht erhalten;                                                                                     | Abbildung bei |
| ohne                              | XIII     | Südende Hackengasse                                                                                        | ? | nicht erhalten                                                                                      | ? |
| Hölzerner Brückturm               | XIV      | Nähe heutige Eiserne Brücke                                                                                | gebaut mit Zugbrücke 1418 als Zugang zum Unterer Wöhrd. | nicht erhalten; Abbildung bei                                                                       | Westlich Mauerdurchlass: Roßtürl. Abbruch 1854 |
| ohne                              | XV       | südlich zwischen Schattenofer- und Kapuzinergasse, 25 m südlich der Uferlinie                              | Fundamente aufgefunden bei archäologischen Grabungen (2009). Abbruch wahrscheinlich schon vor 1800 | nicht erhalten                                                                                      | zwischen Gichtl- und Schattenhofer-Gasse vor dem Salzstadl, Durchlass Stadtmauer                                                                    |
| ab 1740 Anatomieturm              | XVI      | westlich der königlichen Villa                                                                             | ursprünglich mit Walmdach und Aborterker, um 1860 neugotisch mit Zinnen und Balkon überformt | Als einziger donauseitiger Mauerturm erhalten                                                       | Bis 1739 Pulverturm genannt, wegen einer Pulvermühle in der Donau. Dann Anatomieturm genannt und nach 1812 wieder Pulverturm.                       |
| Ostentorturm                      | XVII     | Ostende der Ostengasse                                                                                     | repräsentativer Torturm mit Seitentürmen | erhalten                                                                                            | Einzig erhaltener Torturm. Abriss nach 1970 wurde verhindert. Abbildung mit Ostenbastei und Basteitürmen bei                                        |
| ohne                              | XVIII    | auf dem Gelände des Albrecht Altdorfer Gymnasiums                                                          | Bruchsteinmauer aus Kalkstein | nicht erhalten                                                                                      | Fundamente der Stadtmauer und eines Zwingermauertürmchens erhalten im Keller der Schule laut Liste der Baudenkmäler in Regensburg-Ostnerwacht       |
| Profosturm                        | XIX      | auf dem Areal des Hauses Nr. 26 Von-der-Tann-Straße                                                        | ? | nicht erhalten                                                                                      | 1855 südlicher Anbau eines Gartenhauses im Zwingergelände                                                                                           |
| ohne                              | XX       | auf dem Areal des Hauses Nr. 14 Von-der-Tann-Straße                                                        | Bruchsteinmauerwerk mit Eckverquaderung, spitzbogige Zweierarkade im dritten Obergeschoss | nicht erhalten                                                                                      | Fotografie von 1870 erhalten |
| ohne                              | XXI      | auf dem Areal der heutigen D.-Martin-Luther-Straße                                                         | ? | nicht erhalten                                                                                      | Fast völlig zerstört 1809. Verschwunden beim Durchbruch der D.-Martin-Luther-Straße durch die Stadtmauer                                            |
| ohne                              | XXII     | auf dem Areal des Anwesens Nr. 7 Am Königshof                                                              | ? | nicht erhalten                                                                                      | Dort Anschluss der Stadtmauer an die deckungsgleich verlaufende Römermauer. Dort Ausgrabung; etwas nördlich oberirdischer Mauerrest sichtbar        |
| ohne                              | XXIII    | auf dem Areal des Anwesens Nr. 6 Fuchsengang                                                               | Bruchstein vermörtelt mit Eckverquaderung | nicht erhalten                                                                                      | Fundament in Römermauer eingeschoben; 3 m aufgehendes Mauerwerk laut Ausgrabung 1993. Weitgehend zerstört 1809                                      |
| Hochwartturm                      | XXIV     | auf dem Areal des Anwesens Nr. 3 Petersweg                                                                 | Teil der Umschließung des Waffenhofs vom Peterstor mit Standort in der Zwingermauer und halb im Graben | nicht erhalten                                                                                      | Weitgehend zerstört 1809. An seiner Stelle heute Neubau-Turmhaus                                                                                    |
| ohne                              | XXV      | Südende Fröhliche Türkenstraße                                                                             | Teil der Umschließung des Waffenhofs vom Peterstor mit Eingangstor | nicht erhalten                                                                                      | Weitgehend zerstört 1809. Abbildung bei |
| Gießübel                          | XXVI     | Petersweg                                                                                                  | westlich vom Waffenhof des Peterstors in die Stadtmauer integriert | nicht erhalten                                                                                      | mit Verliesen unterkellert und als Gefängnis genutzt. Weitgehend zerstört 1809. Abbildung bei                                                       |
| fehlt                             | XXVII    | ? | ? | ?                                                                                                   | ?. |
| Astronomie- oder Placidusturm     | XXVIII   | Am westlichen Ende des Peterswegs, wo sich der Verlauf der Mauer nach Süden wendet                         | siehe Foto von 1900 in | nicht erhalten                                                                                      | Turm ab 1812 Im Besitz von Thurn und Taxis und als Wohn- und Arbeitsstätte für Abt Placidus Heinrich zur Verfügung gestellt. Erst 1902 abgebrochen. |
| fehlt                             | XXIX     | ? | ? | nicht erhalten                                                                                      | ?. |
| fehlt                             | XXX      | ? | ? | nicht erhalten                                                                                      | ?. |
| Emmeramer Tor                     | XXXI     | südliches Ende der Gassen Am Ölberg und Waffnergasse, wo sich der Verlauf der Mauer nach Nordwesten wendet | 3-geschossiger Torturm mit Seitentürmen | erhalten                                                                                            | Innerhalb des Fürstenparks sichtbar aber nicht zugänglich. Abbildung 1830 bei                                                                       |
| Ägidienturm                       | XXXII    | westliches Ende der Gasse Ägidiengang                                                                      | Mehrgeschossiger Mauerturm mit Aborterker, eingebaut in einen 100 m langen Abschnitt der Stadtmauer | einzig landseitig erhaltener Mauerturm                                                              | Im Innenhof des Altersheims zugänglich. Abbildung bei Weiterer Mauerverlauf: nach Westen über den Wiesmeierweg zum Jakobstor,                       |
| Wehrturm Jakobstor                | XXXIII   | Südlich angrenzend an das Vorwerk aus den beiden Halbrundtürmen                                            | Mehrgeschossiger Wehrturm neben der Tor-Brücken-Anlage, gebildet aus den beiden erhaltenen Halbrundtürmen des äußeren Jakobstores | nicht erhalten.                                                                                     | Abbildung Grundriss der Gesamtanlage bei Der Abbruch des Turmes erfolgte bereits vor 1815                                                           |
| Torturm Jakobstor                 | XXXIV    | Mitten auf der Jakobsstraße vor Einmündung des Stahlzwingerwegs, in die Stadtmauer eingebaut               | Mehrgeschossiger Torturm, südlich und nördlich von zwei Magazingebäuden und zusätzlichen Mauern so flankiert, dass sich zwischen dem äußeren Tor der beiden Halbrundtürme und dem inneren Torturm auf dem Zwingergelände ein abgeschlossener Waffenhof ergab, der nur durch das Tor im Torturm erreicht werden konnte. | nicht erhalten. Nördliches Magazingebäude im Bestand erhalten, südlich heute ein Wohnhaus von 1829. | Abbildung Grundriss der Gesamtanlage bei |
| ohne                              | XXXV     | Haus Nr. 17 Stahlzwingerweg                                                                                | ? | nur Turm-Keller erhalten                                                                            | Standort gegenüber Kloster Heilig Kreuz |
| ohne                              | XXXVI    | Haus Nr. 27 Stahlzwingerweg                                                                                | ? | nicht erhalten                                                                                      | ? |
| ohne                              | XXXVII   | Am Standort Naturkundemuseum                                                                               | ? | nicht erhalten                                                                                      | Abbruch 1804 beim Bau des Württembergisches Palais (heute Naturkundemuseum)                                                                         |

### Bau der Basteien im 16. Jahrhundert

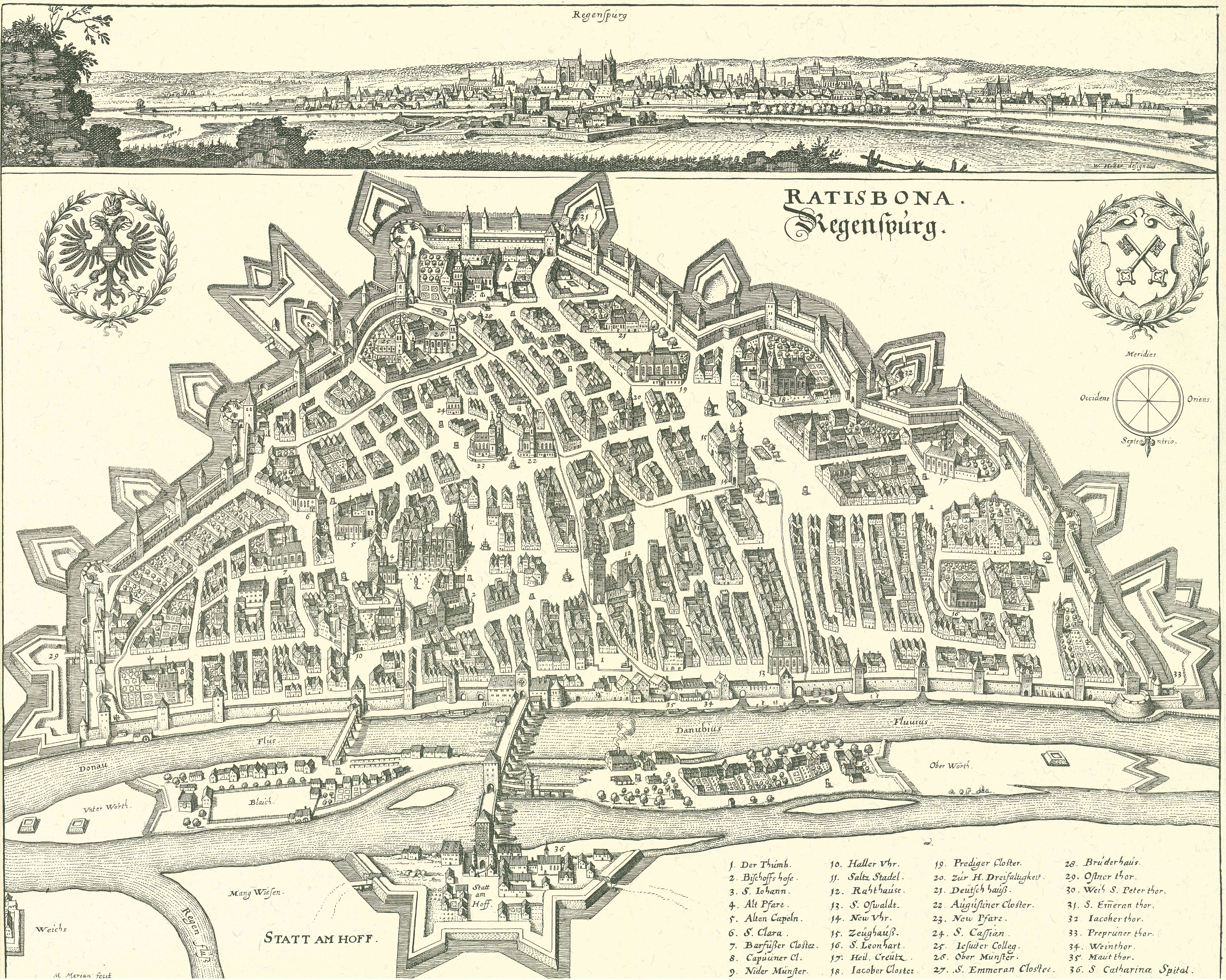
Stadtbefestigung Regensburg mit Außenwerken und Basteien

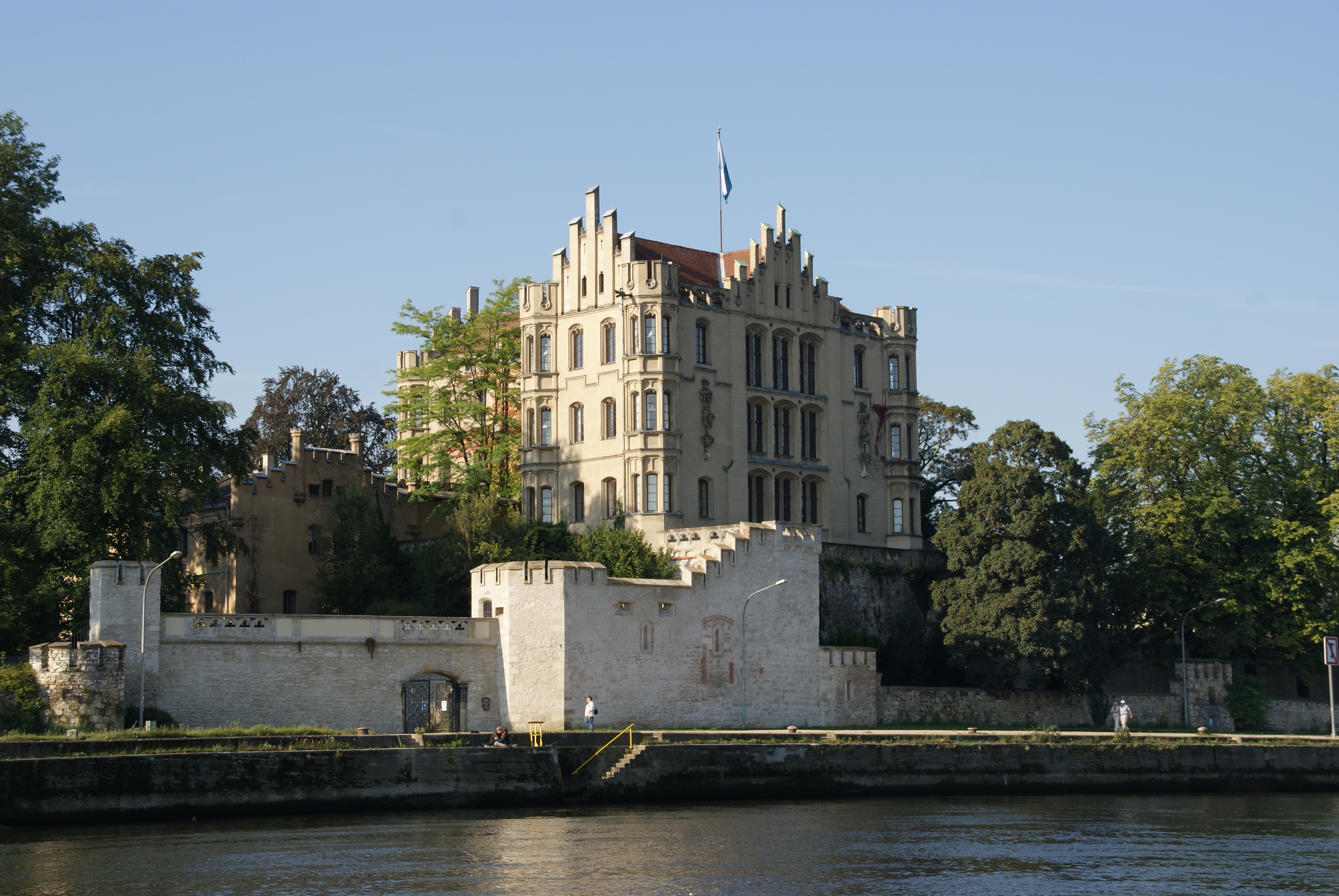
Blick von Nord auf Mauern der ehemaligen Ostenbastei, mit Königlicher Villa (19. Jhd.)

Aufgeschreckt durch das Vordringen der Türken nach Wien im Jahr 1529 wurde im 16. Jahrhundert damit begonnen, die bestehenden Befestigungsanlagen der Städte durch den Bau von Basteien zu verstärken. Basteien waren Erdaufschüttungen vor oder hinter der Stadtmauer, die von rechteckigen Mauern, Balken- oder Palisadenzäunen gestützt und mit Schanzkörben gegen Beschuss gesichert werden konnten. Basteien dienten zur erhöhten Aufstellung von Geschützen, die je nach räumlichen und baulichen Möglichkeiten auch in Batterietürmen auf der Bastei platziert werden konnten. Spätere modernere Bastionen waren rund oder besaßen eine dem Feind zugewandte Spitzform, so dass sie keinen toten Winkel mehr hatten, der von den Kanonen nicht bestrichen werden konnte.
In Regensburg wurde zuerst nordöstlich vom Ostentor am Ort des heutigen Villaparks die große Ostenbastei an der Donau mit zwei gemauerten Batterietürmen errichtet. Der Bau einer weiteren Bastei vor der westlichen Stadtmauer auf Höhe des Klosters der Dominikanerinnen Heilig Kreuz, ist auf einer Bautafel am Haus Stahlzwingerweg 23 für das Jahr 1530 beschrieben. Der Bau dieser Kreuzbastei erforderte große Erdbewegungen und belastete die Bürger mit Spanndiensten. Im heutigen Fürstenpark westlich des Klosters St. Emmeram, wo noch heute ein mit Pavillon bestückter Hügel erkennbar ist, entstand um 1555 hinter der Stadtmauer in der dortigen Rundung der Stadtmauer die Emmeram-Bastei.
Hier entstand auch der Pulverturm in dem neben Pulver auch Kugeln aufbewahrt wurden. Dieser Turm explodierte im Mai 1624 nach einem Blitzeinschlag, was in der Umgebung große Schäden verursachte.
Als weitere Bastei entstand die Stärzenbach-Bastei hinter der Stadtmauerrundung bei der Gasse Am Stärzenbach. Als letzte Basteien entstanden 1552 die Petersbastei, östlich vom Peterstor hinter der Rundung der Südostecke der Stadtmauer beim Ort Am Königshof 7 und die Prebrunnbastei am Westende der Mauer am Donauufer. Die Geschütze der Petersbastei konnten das gesamte Gelände des heutigen Ernst-Reuters-Platzes bestreichen.
Der Bau der Prebrunnbastei war sehr aufwändig und hatte für die Bewohner und Handwerker des Vorortes Prebrunn, der außerhalb der Stadtmauer lag, aber mit der Stadt wirtschaftlich eng verbunden war, unangenehme Folgen. Um am Westende der Mauer ein ausreichend großes Basteiareal mit ausreichender Höhe für einen Basteihügel zu erreichen, wurde der Prebrunntorturm so hoch mit Erde angeschüttet, dass der Tordurchgang im Untergeschoss zugeschüttet wurde und nicht mehr nutzbar war. Im Dreißigjährigen Krieg war die Prebrunnbastei hart umkämpft und kaum zu verteidigen gegen Beschuss von der Donau oder vom Oberen Wöhrd. In der schwedisch besetzten Stadt wurde gegen Ende der Kämpfe um Regensburg die Prebrunnbastei durch kaiserlich-bayerische Truppen im Juli 1634 durch Beschuss vom Oberen Wöhrd aus fast vollständig zerstört. Für den Wiederaufbau nach dem Krieg entschloss sich der Magistrat 1665 zum Neubau einer erheblich verstärkten, größeren und höheren Bastei mit gemauerten Ringmauern. Es sind diese Mauern, die man im Herzogspark vorfindet und die heute einen Zustand zeigen, der im Dreißigjährigen Krieg nicht vorgelegen hat. Das Prebrunntor blieb auch nach dem Bau der neuen Bastei weiterhin verschlossen. Als Ersatz war beim Platz Am Singrün ein provisorischer Durchgang durch die Stadtmauer, genannt das Prebrunner Türl mit Holzbrücke über den Stadtgraben geschaffen worden.

### Außenwerke vor der mittelalterlichen Stadtmauer, erbaut (1632–1634)

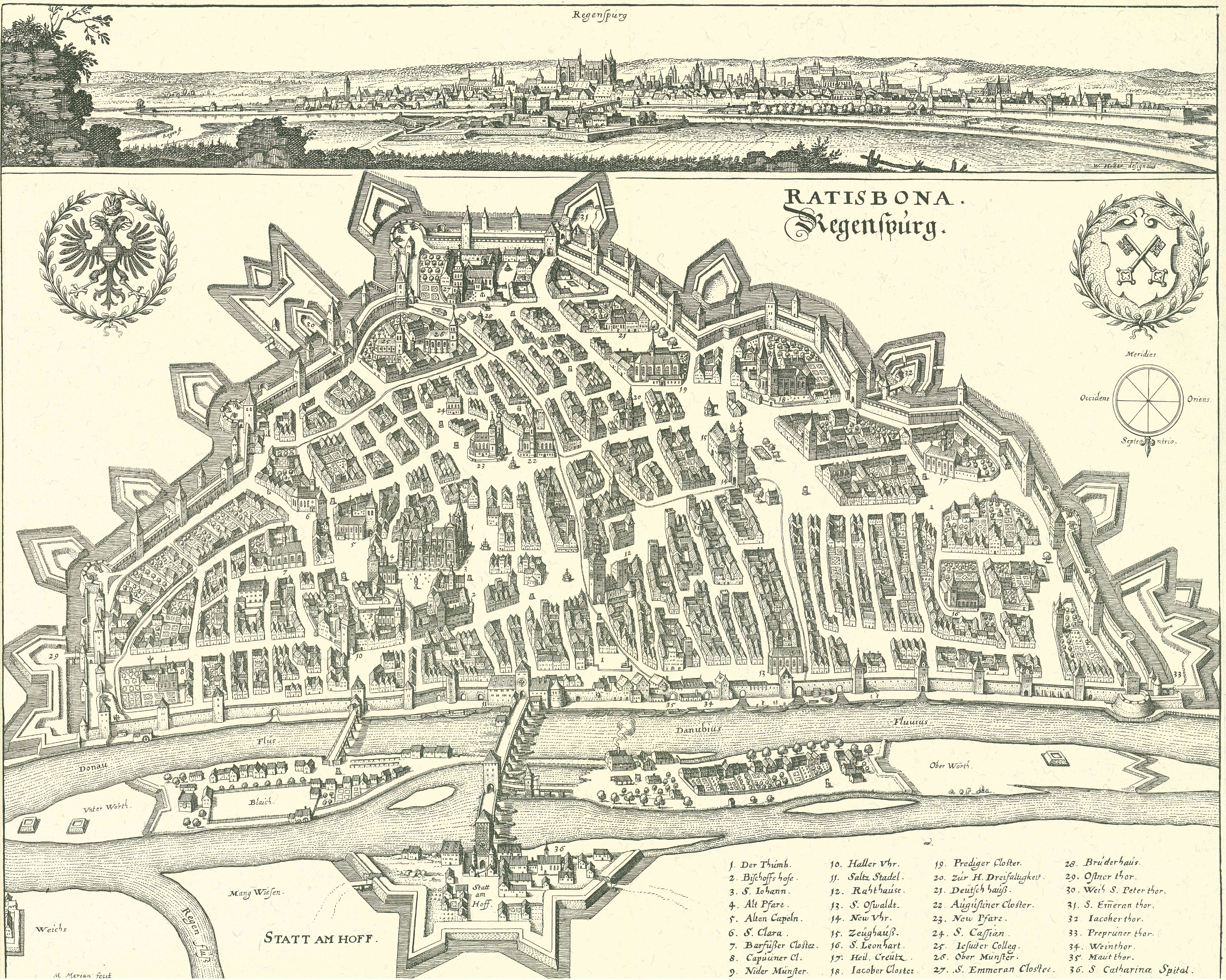
Mit 11 Außenwerken und Basteien

Während der Zeit der bayerischen Besatzung von Regensburg im Dreißigjährigen Krieg wurde in den Jahren 1632/33 unter Leitung des Nürnberger Festungsbaumeisters Johann Carl vor den Stadtmauern und Toranlagen im Süden, Osten und Westen im Außenbereich vor dem Stadtgraben Bollwerke verschiedener Art, wie Ravelins oder Hornwerke, gebaut. Sie sollten die inzwischen 300 Jahre alte Stadtmauer und die bereits bestehenden Basteien schützen und verstärken. Am Ende der Baumaßnahmen waren 11 gewaltige V- oder M-förmige Außenwerke entstanden, die sternartig den südlichen, landseitigen Stadtmauerring umgaben und alle auf dem Merianstich erkennbar sind. Die Außenwerke reichten 50 bis 200 m in das Vorfeld des Stadtgrabens hinaus, so dass von den Flanken der Außenwerke aus die gefährdeten Abschnitte der Stadtmauer verteidigt werden konnten. Das größte der Außenwerke befand sich im Vorfeld des Peterstors und erstreckte sich bis zum heutigen Standort des Pilzkiosk

Außenwerke vor der landseitigen, südlichen Stadtmauer. 1640, 6 Jahre nach den Kämpfen
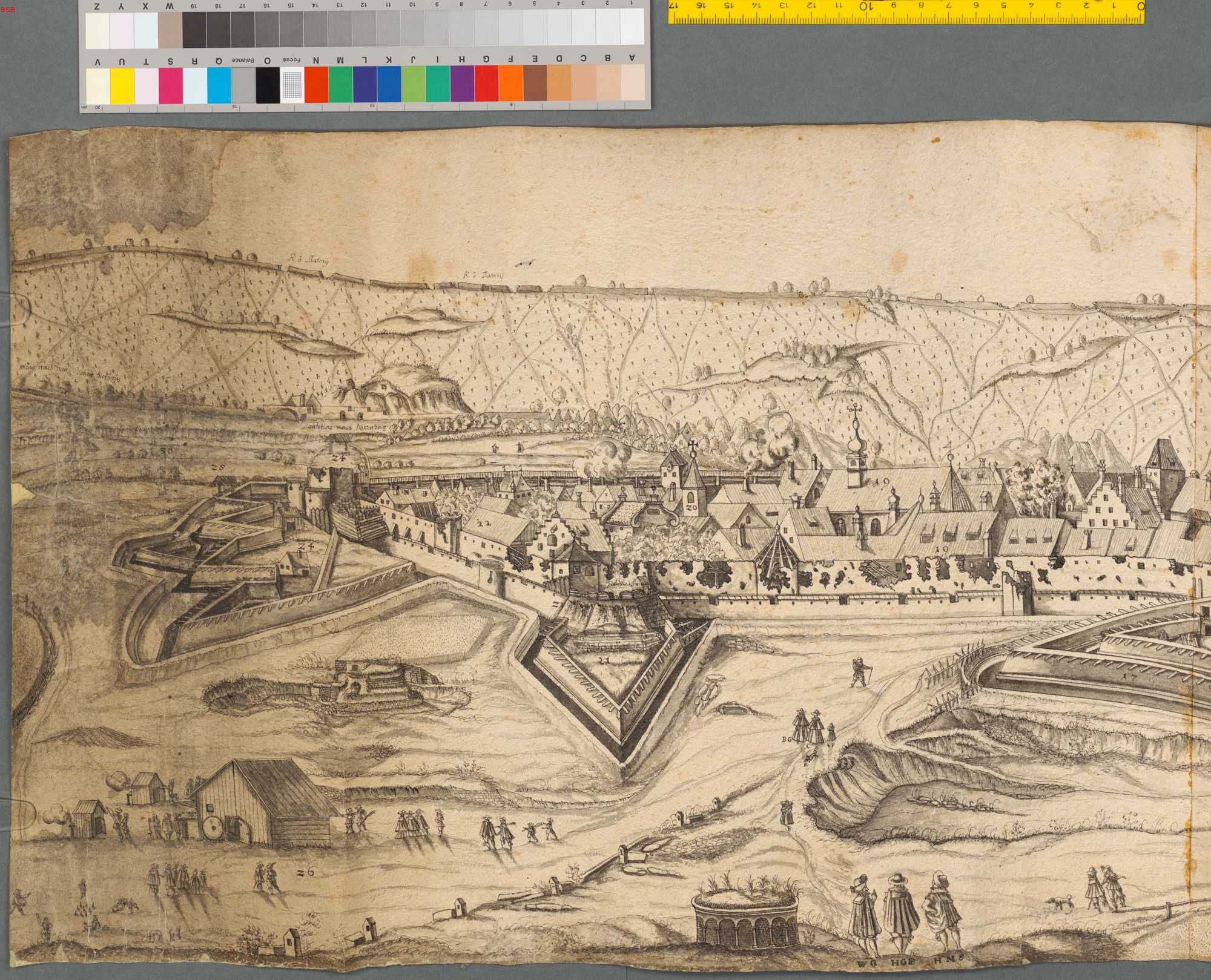
Prebunnbastei und Prebrunnturm (24), Kreuzbastei (21)
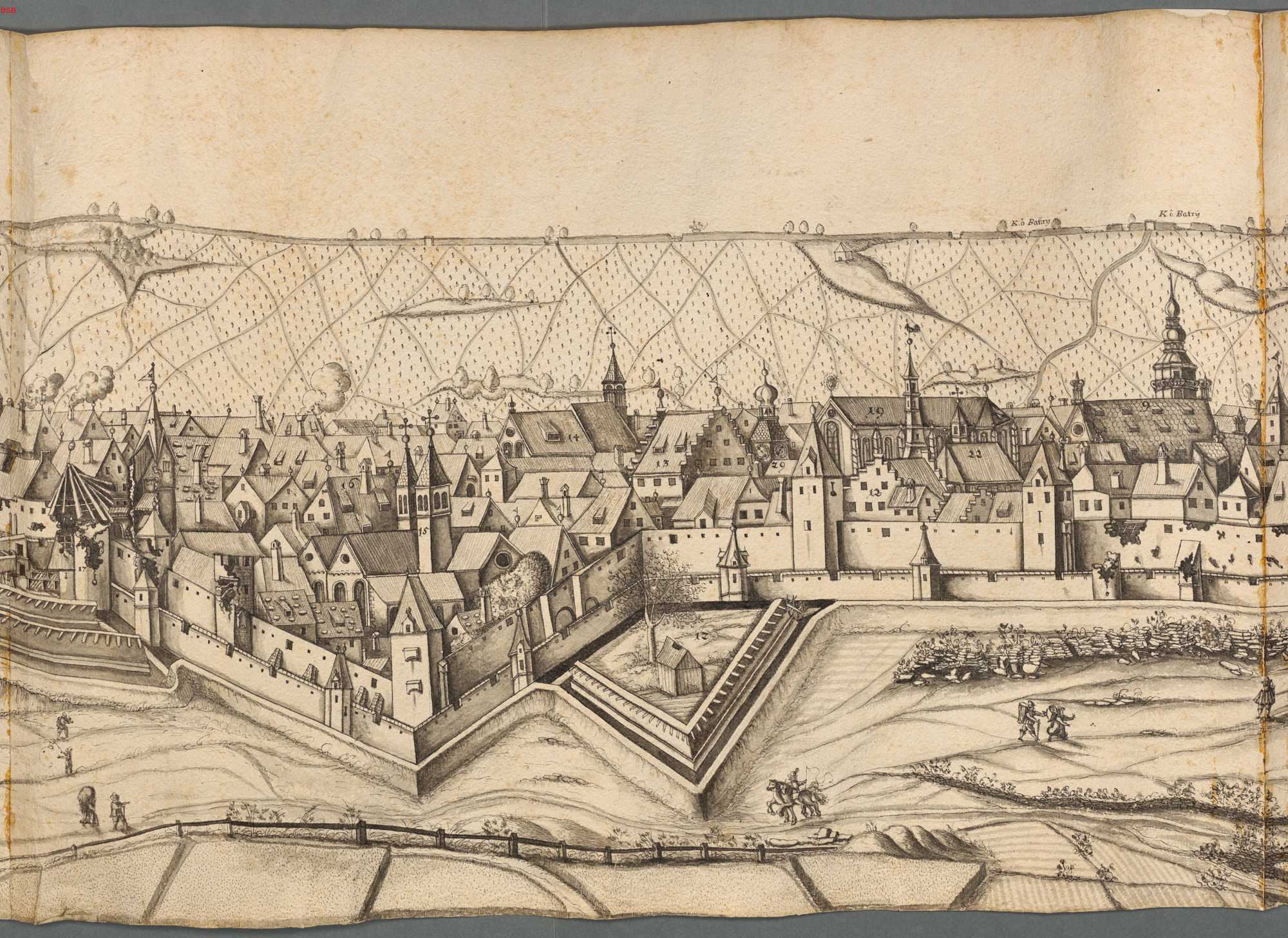
Jakobstor (17), (12) Deutsch–Orden–Batterie, Emmeramtor (8)
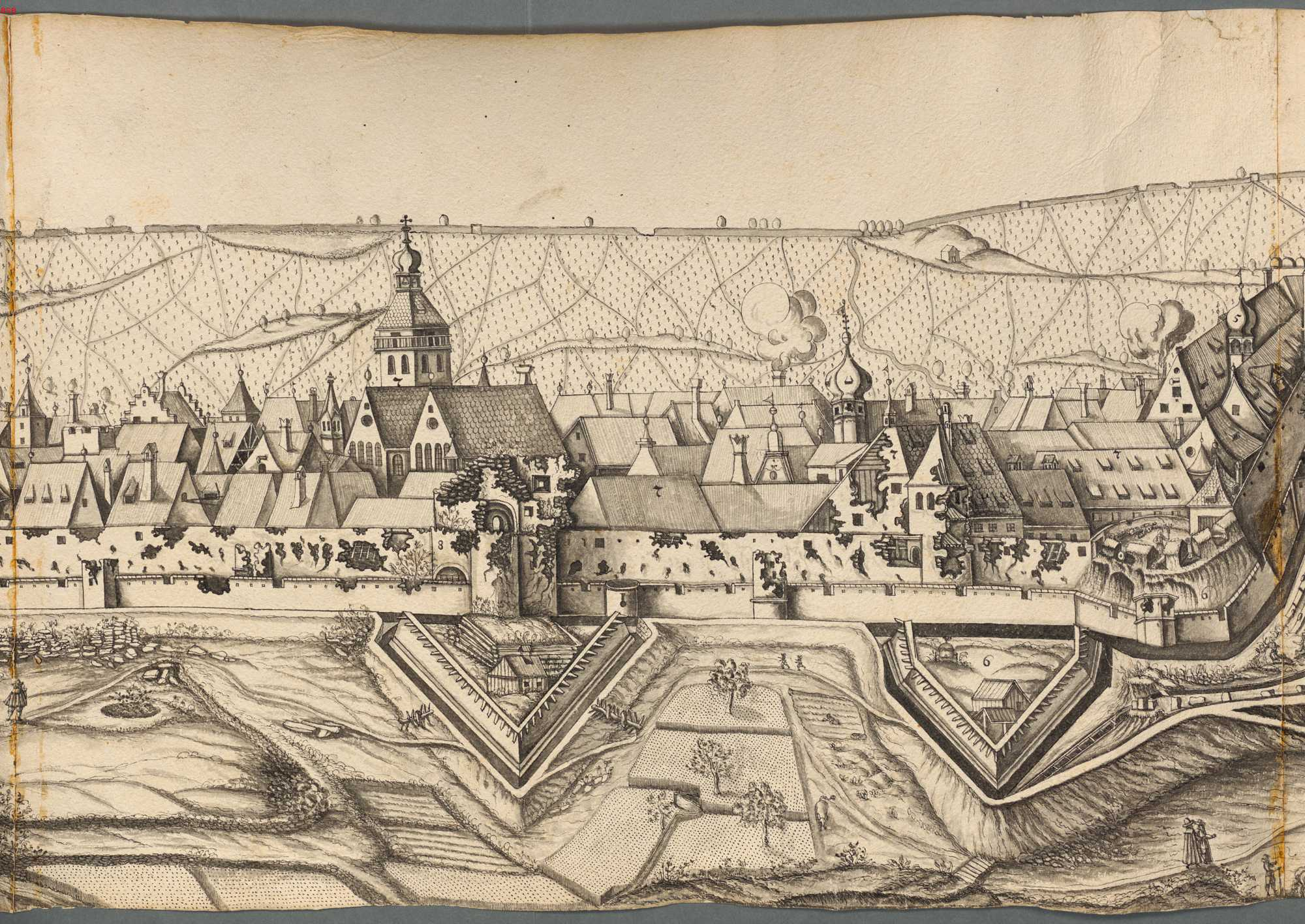
St. Emmeran-Batterie (6) bis Höhe Obermünster

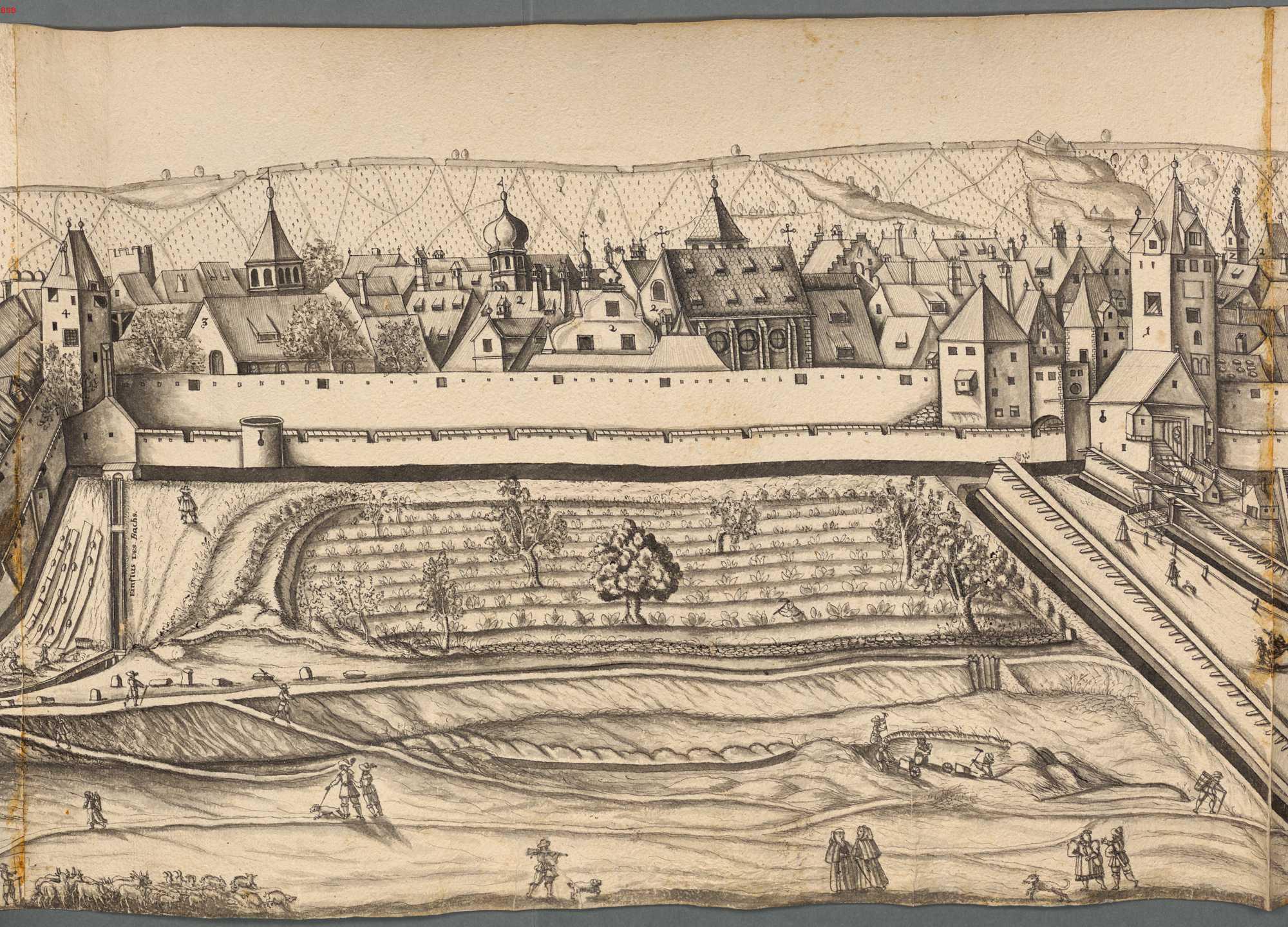
Obermünster bis Beginn Peterstor–Außenwerk
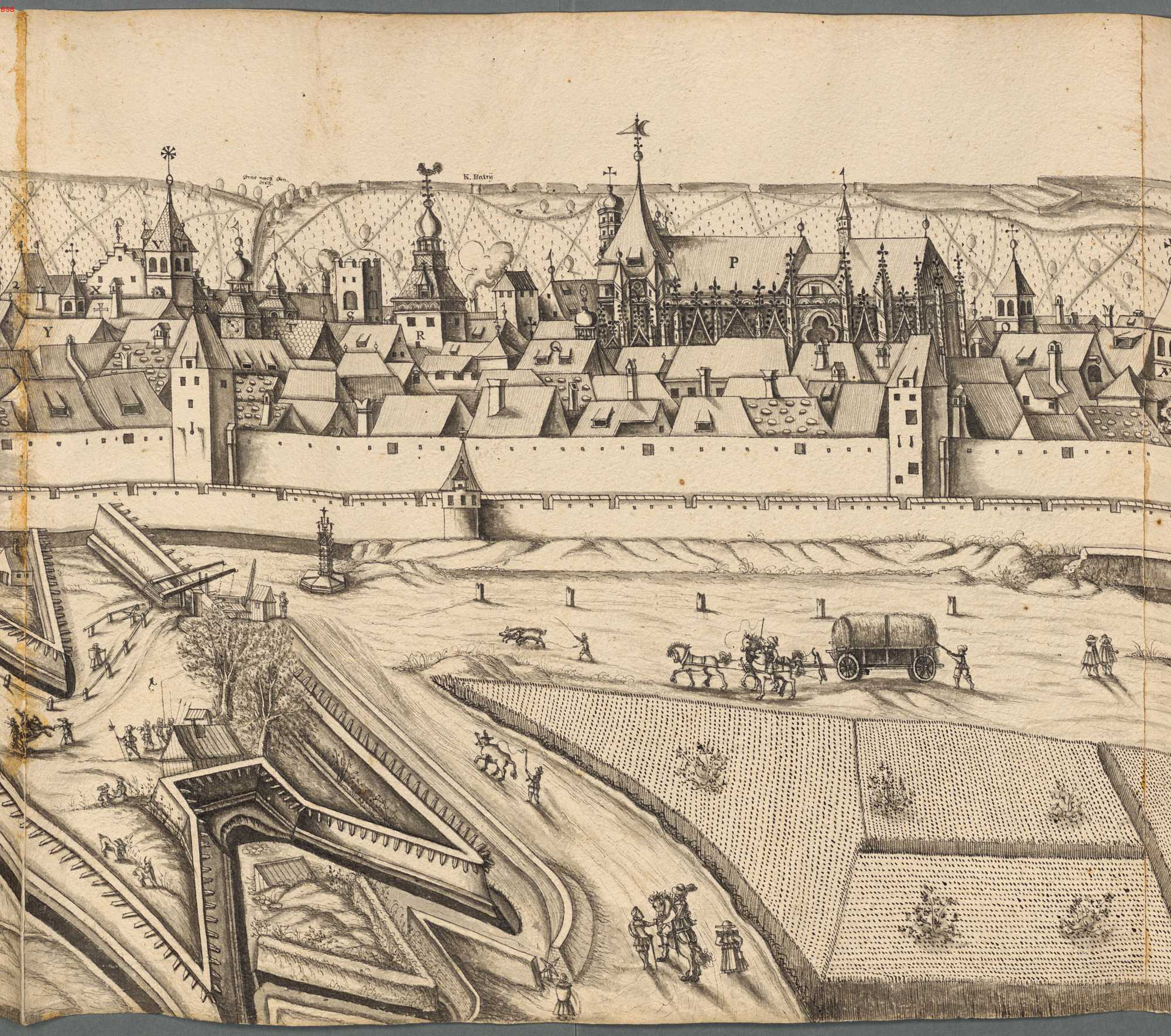
Peterstor-Außenwerk (1) mit Predigtsäule
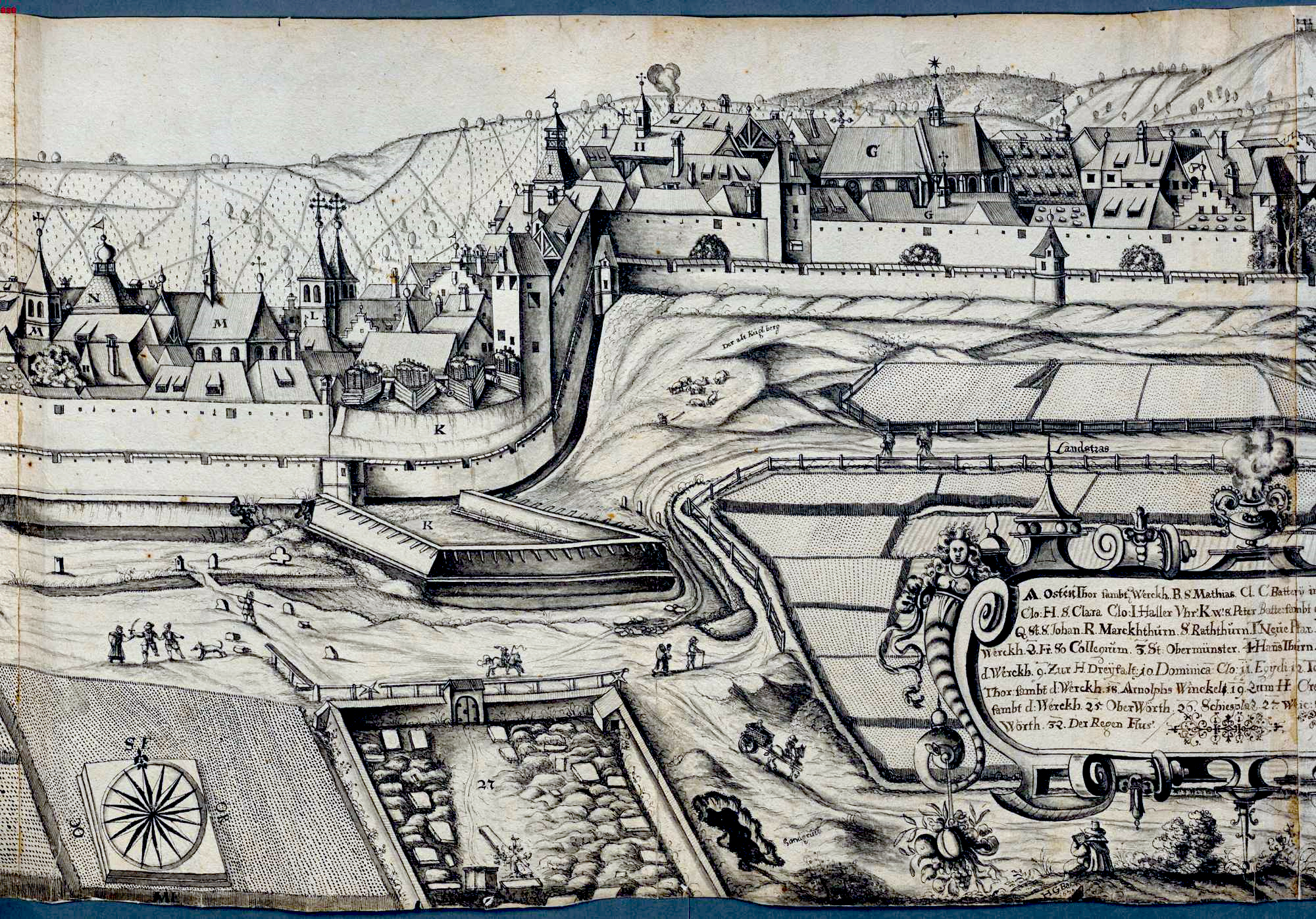
Peters-Batterie (K) mit Petersfriedhof
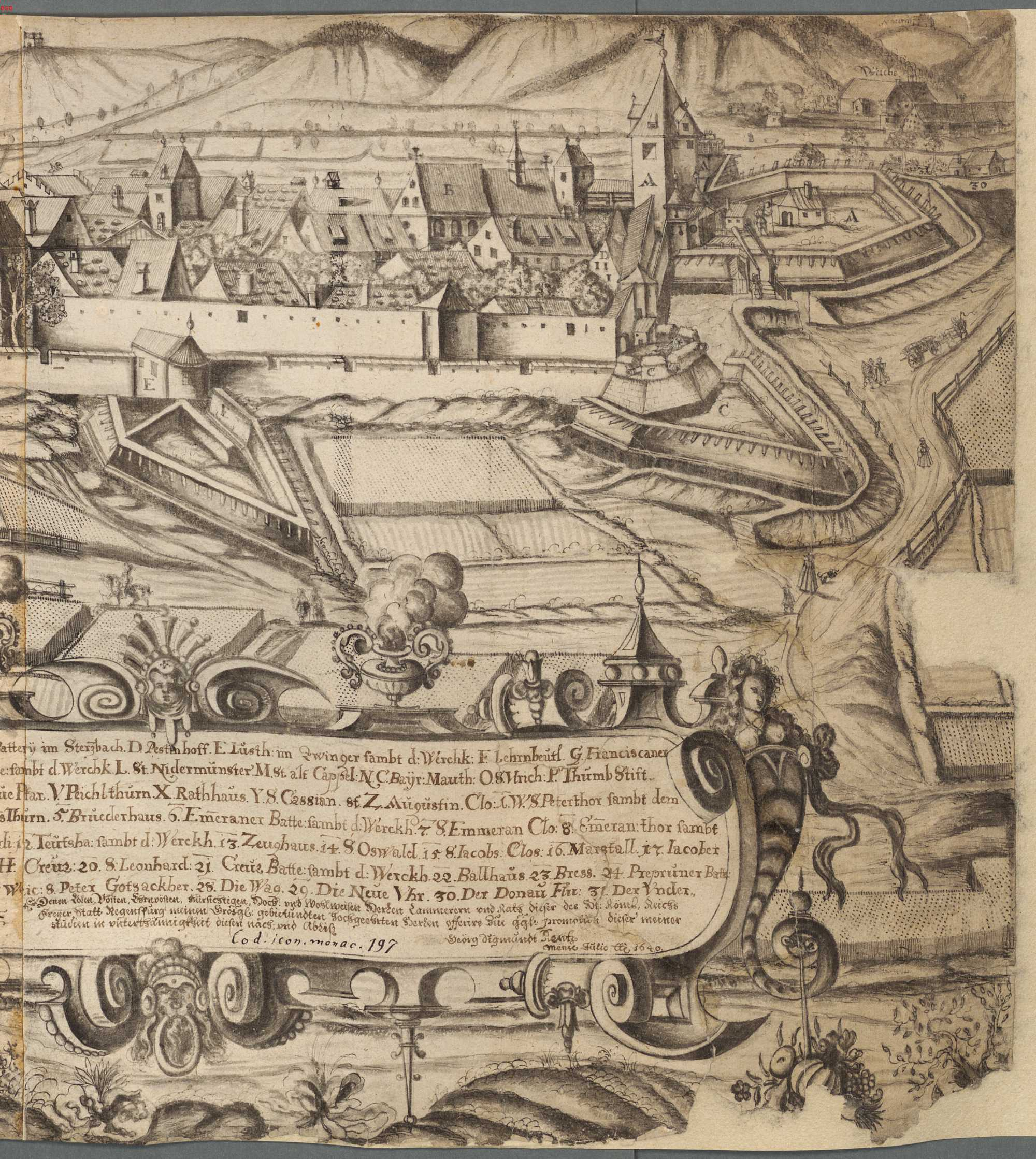
Sterzenbach-Batterie (C) Ostentor (A)

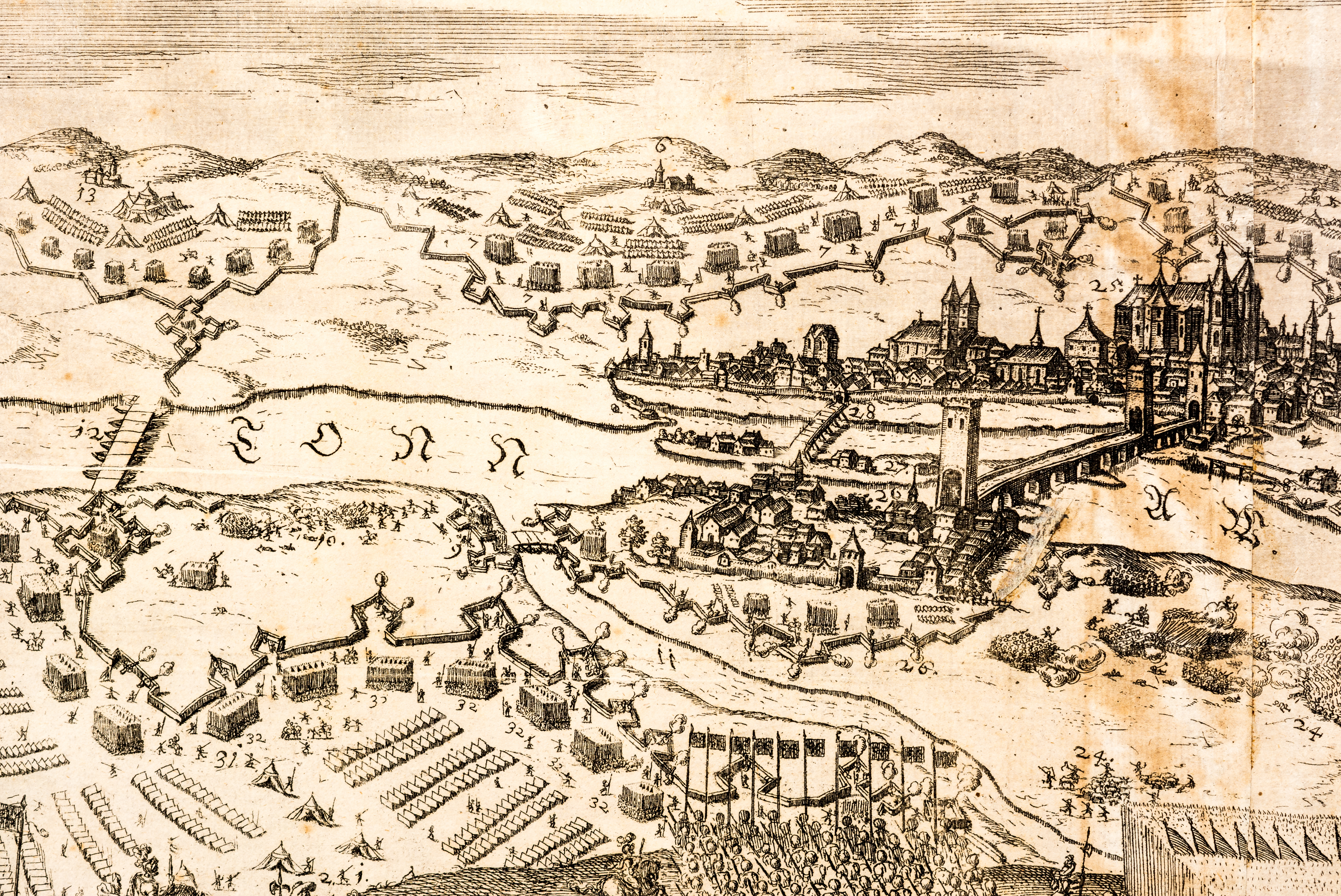
Stadtamhof mit östlichen Verteidigungsanlagen

Gleich zum Beginn der schwedischen Besatzung im November 1633 wurde auch die ungeschützte östliche Flanke von Stadtamhof durch Verteidigungswerke geschützt. Beginnend im Norden vor dem Stadttor bis hin zur Mündung des Regens in die Donau entstand ein Ring von durch Gräben und Palisaden verstärkten Schanzen. Auf dem heutigen Grieser Spitz wurde sogar an der Mündung des Regens in die Donau eine Holzbrücke über den Regen erbaut und auf dem von bayerischen Truppen besetzten östlichen Ufer ein Brückenkopf eingerichtet, der durch ein Hornwerk geschützt war.
Diese Anlage wurde mehrmals erfolgreich für Ausfälle der Schweden in das Lager der bayerischen Truppen genutzt.

## Beseitigung der Stadtbefestigungsanlagen

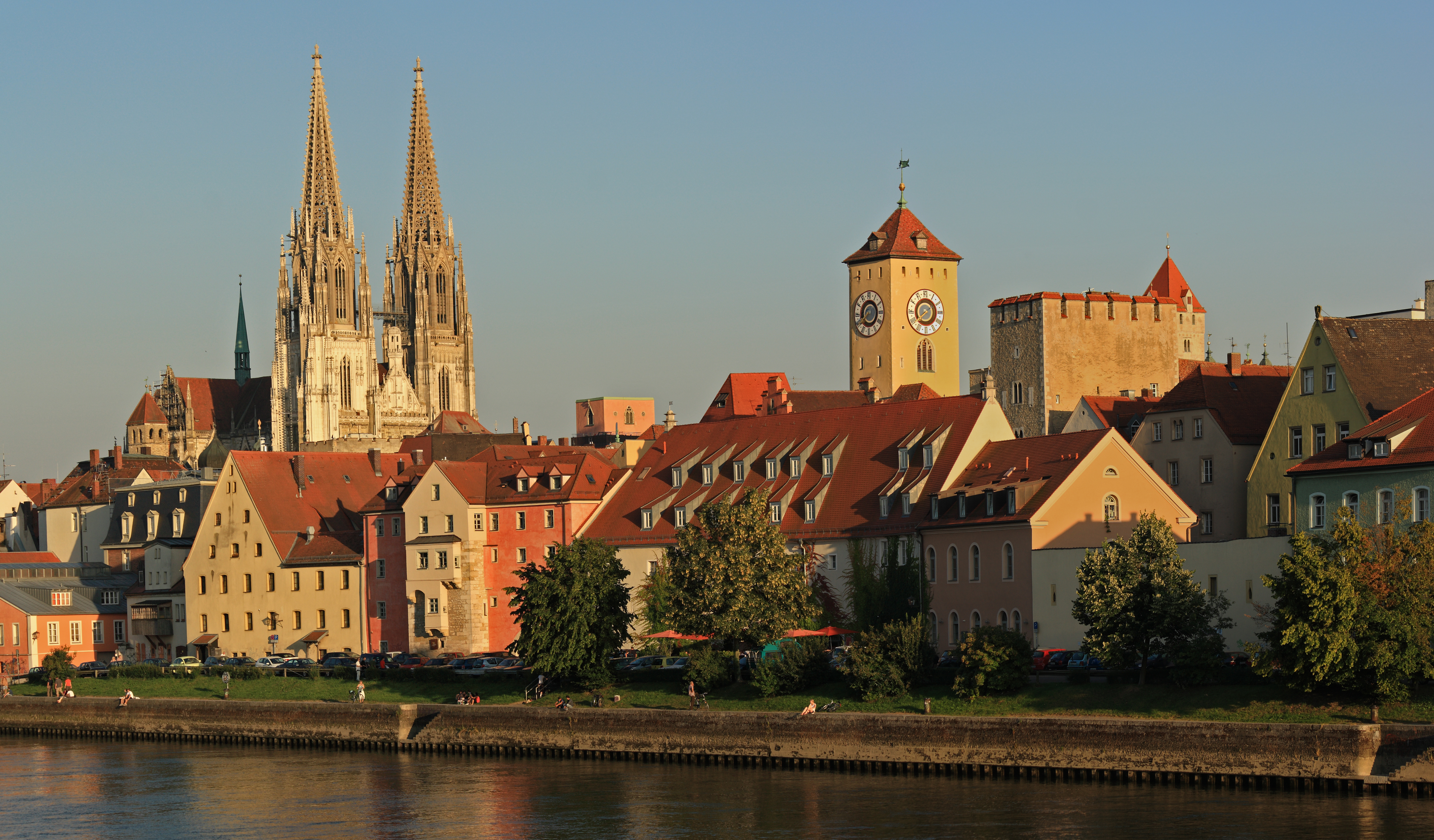
Donauufer ohne Stadtmauer nach 2000

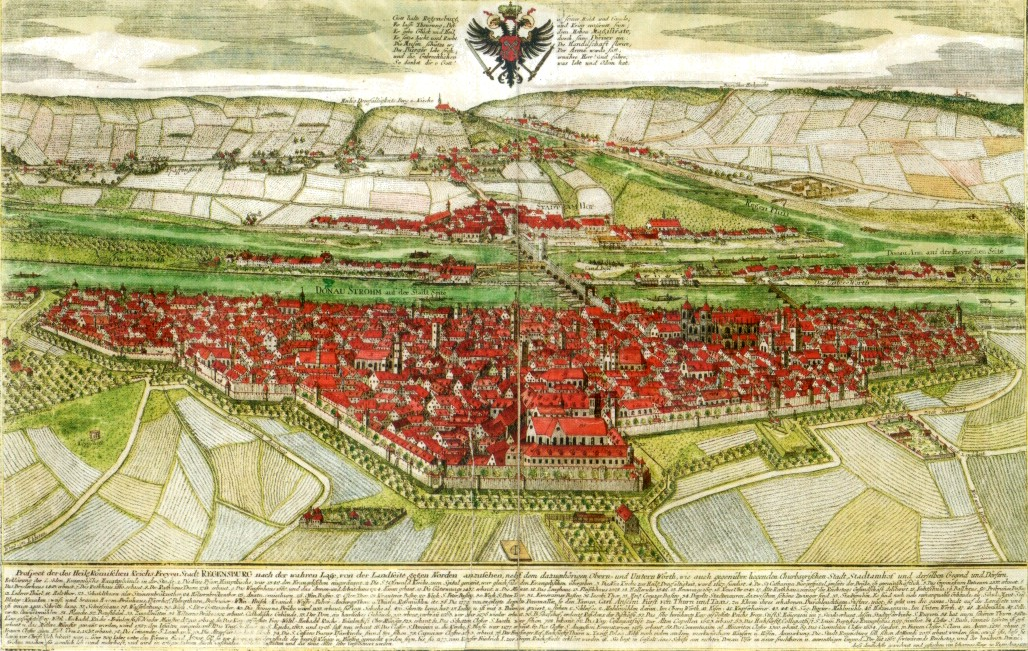
Verlauf der Fürst-Anselm-Allee (um 1800)

Am Ende des 18. Jahrhunderts hatten Stadtbefestigungen ihre militärische Bedeutung verloren. Die Beseitigung der Stadtbefestigungsanlagen in Regensburg begann mit den Außenwerken, die im Vorfeld der Stadtmauer viel Platz beanspruchten und im Laufe der Jahre verfallen und von Buschwerk überwuchert waren. Bereits 1779 hatte Karl Anselm von Thurn und Taxis die Initiative zur Entfernung der Außenwerke ergriffen. Auf Kosten des Hauses Thurn und Taxis wurden die Außenwerke entfernt und Teile des Stadtgrabens aufgefüllt. Auf dem frei werdenden Gelände entstand eine die Altstadt südlich umfassende Baumallee, die Fürst-Anselm-Allee. Sie wurde nach 1806 auf Anregung von Fürstprimas Karl Theodor von Dalberg noch erweitert und durch Denkmäler aufgewertet. Teilweise wurde auch die Nutzung von Zwinger und Graben zur Anlage von Gärten geduldet, ohne dass Stadt- und Zwingermauern beseitigt wurden. Erst nach 1803 begannen vereinzelte Demolierungen von Anlagen, verbunden mit Verkauf und Nutzung des gewonnenen Geländes. So erwarb der Domkapitular und Botaniker Kaspar Maria von Sternberg das große Gelände des Außenwerkes vor dem Peterstor, das bis zum heutigen Pilzkiosk reichte. Dort ließ er 1805 für die botanische Gesellschaft einen Garten anlegen und ein Gartenpalais erbauen. Das Palais wurde nach starker Beschädigung im Jahr 1809 und nach Verkauf des Geländes an Karl Alexander von Thurn und Taxis zum Gartenschlösschen Theresens Ruh umgebaut.
Im Jahr 1809 erfuhr die südliche Stadtmauer östlich vom Peterstor noch einmal eine kriegerische Nutzung. In der Schlacht bei Regensburg hatten sich auf dem Rückzug befindliche österreichische Truppen auf den Wehrgängen der Südmauer verschanzt. Sie wehrten sich zunächst erfolgreich gegen angreifende französische Truppen, die den Stadtgraben erst überwinden konnten, nachdem sie mit Leitern in den Zwinger hinabgestiegen und auf den Trümmern des zerschossenen Mauerturms XXI ebenfalls mit Leitern die Stadtmauer erstiegen hatten. Anschließend öffneten die eingedrungenen französischen Soldaten den nachrückenden Truppen das Peterstor von innen. Die österreichischen Truppen flüchteten und die französische Artillerie legte das gesamte südöstliche Stadtviertel von Regensburg in Schutt und Asche. Zum Schutz der österreichischen Truppen, die sich über die Steinerne Brücke nach Stadtamhof zurückgezogen hatten, beschoss die österreichische Artillerie von den nördlichen Höhen aus, die nachfolgenden französischen Truppen. Dabei wurde der Ort Stadtamhof ebenso zerstört wie der nördliche Brückenkopf der Steinernen Brücke, der Schwarze Turm. Der zerstörte Torturm wurde noch im gleichen Jahr abgebrochen. In einem Stadtplan aus dieser Zeit sind von den ehemals 37 Stadtmauertürmen nur noch 22 Türme eingetragen.
Ab 1812 begann der Abbruch oberer Teile der donauseitigen Stadtmauer, immer wieder unterbrochen durch Einsprüche aus dem Kriegsministerium des neuen Königreichs Bayern, an das das Fürstbistum Regensburg unter Karl Theodor von Dalberg 1810 gefallen war. Der geplante Abbruch von Stadtmauern und Stadttoren stieß auch auf den Widerstand von König Ludwig I., der Regensburg 1830 besuchte und sich für den Erhalt der alten Wehrmauern einsetzte. So blieben große Teile der Stadtmauer noch bis weit in das 19. Jahrhundert hinein bestehen und wurden genutzt von Seilwindern zum Wickeln ihrer Seile, von Spaziergängern und Kinder als Orte des Vergnügens. Der Erhalt der Mauern verursachte der Stadtkasse hohe Kosten und führte in der Bevölkerung zu tödlichen Unfällen und Stürzen in den Stadtgraben, selbst nachdem 1827 Laternen aufgestellt worden waren. Erst 1856 entschloss sich der Magistrat der Stadt endgültig, die gesamte Stadtmauer beginnend mit der donauseitigen Mauer abzubrechen. Aber erst 1858 gab König Maximilian II. seine Zustimmung zum Abbruch. Für die südliche, landseitige Mauer kam die königliche Zustimmung sogar erst 1863. Unter dem ambitionierten, ab 1868 im Amt befindlichen Bürgermeister Oskar von Stobäus wurden mit wenigen Ausnahmen alle Mauern, Türme und Tore abgebrochen, denn ihm war klar, dass durch Abbruch der Mauern und Auffüllung des Grabens umfangreiche Grundstücke gewonnen werden konnten, um das von ihm geplante Schul- und Straßenbauprogramm verwirklichen zu können. Als erstes wurde 1868 nach dem Durchbruch der Stadtmauer am Klarenanger durch die neu gebaute D.- Martin-Luther-Straße der Zugang zum Bahnhof geschaffen. Nicht weit nordwestlich davon entfernt wurde 1880 auf dem Gelände von abgebrochener Stadtmauer und Zwinger das Neue Gymnasium errichtet. 1889 erfolgte dort auch die Auffüllung des Stadtgrabens und die Verlängerung des Minoritenweges mit der neu erbauten Reichsstraße. Dort entstand auf einem schachbrettartigen Grundriss das erste neue Gründerzeit-Stadtviertel außerhalb der mittelalterlichen Innenstadt.
Vollständig erhalten blieb allein der Ostentorturm. Erhalten blieben viele Fundamente der Stadtmauer, die dann, wie im Petersweg, Fuchsengang, in der Von-der-Tann-Straße und im Wiesmeierweg mit neuen Häusern überbaut wurden. Nur wenige Abschnitte der Stadtmauer blieben oberirdisch ohne Wehrgang erhalten, wie z. B. gut sichtbar im Hinterhof der Ägidienkirche am Ägidienplatz, dort sogar mit einem Mauerturm. Heute sind Verlauf und Ausmaß der südlichen Stadtbefestigungsanlagen noch nachvollziehbar anhand des zwischen Maximilianstraße und D.-Martin-Luther-Straße teilweise durch Bebauung gestörten Verlaufs der Fürst-Anselm-Allee. Bei der Maximilianstraße wurde bei Ausgrabungen 1955/60 die Süd-Ost-Rundung der Römermauer freigelegt, die in diesem Abschnitt genau wie die Arnulfinische und die mittelalterliche Stadtmauer verlief. Dort wurde auch ein Stück der mittelalterlichen Zwingermauer mit einem achteckigen Zwingerturm freigelegt, der teilweise in den ehemaligen Stadtgraben hineinreichte.

## Liste sichtbarer Reste der Stadtbefestigungsanlagen
Die Liste beginnt am südlichen Donauufer, folgt dem Verlauf der ehemaligen Stadtmauer zunächst von West nach Ost, dann nach Süden und wieder nach Westen.
- Herzogspark mit Prebrunnbastei (I) und Prebrunntorturm (II). Die heute sichtbaren, deutlich verstärkten Basteianlagen entstanden erst nach 1655.
- Herrenplatz Nr. 2: Stadtmauer mit eingebautem Turm (III), dreigeschossiger, giebelständiger Satteldachbau, Bruchstein, mit südlichem Anbau und Inschrifttafel zum Mauerbau, bezeichnet mit 1320
- Keplerstraße 12, 14, 16, 18: Stadtmauer mit Resten des Weintores
- Lederergasse 20: Stadtmauer
- Am Donauufer ist im Verlauf der dortigen Hausmauern an verschiedenen Stellen Bruchsteinmauerwerk der Stadtmauer aus Kalk- und Sandstein zu finden; in Nähe der Steinernen Brücke sind Schießscharten zu erkennen.
- Am Wiedfang Nr. 1 bis Nr. 7: Stadtmauer, bei Nr. 7 ein Durchlass durch die Stadtmauer, das Ohmtor, ehemaliger Standort des Ohmturmes (IV).
- Stadtmauerrest als Südmauer der heutigen Historischen Wurstküche, wo seit 1812 Bratwürste angeboten werden (Würstlbraterei, Wurstkuchl)
- Stadtmauer (Bestandteil des Parks der Königlichen Villa) mit Anatomieturm (XVI), 1861 neugotisch überformt
- Adolf-Schmetzer-Straße Nr. 1: Züge der Stadtmauer mit Graben und Grabenfuttermauer im Verlauf vom Ostentor mit Torturm zur Donau, Zwingermauer mit Schalentürmchen, Ostenbastei (Villapark)
- Lehnerweg Nr. 1 Zwingermauer

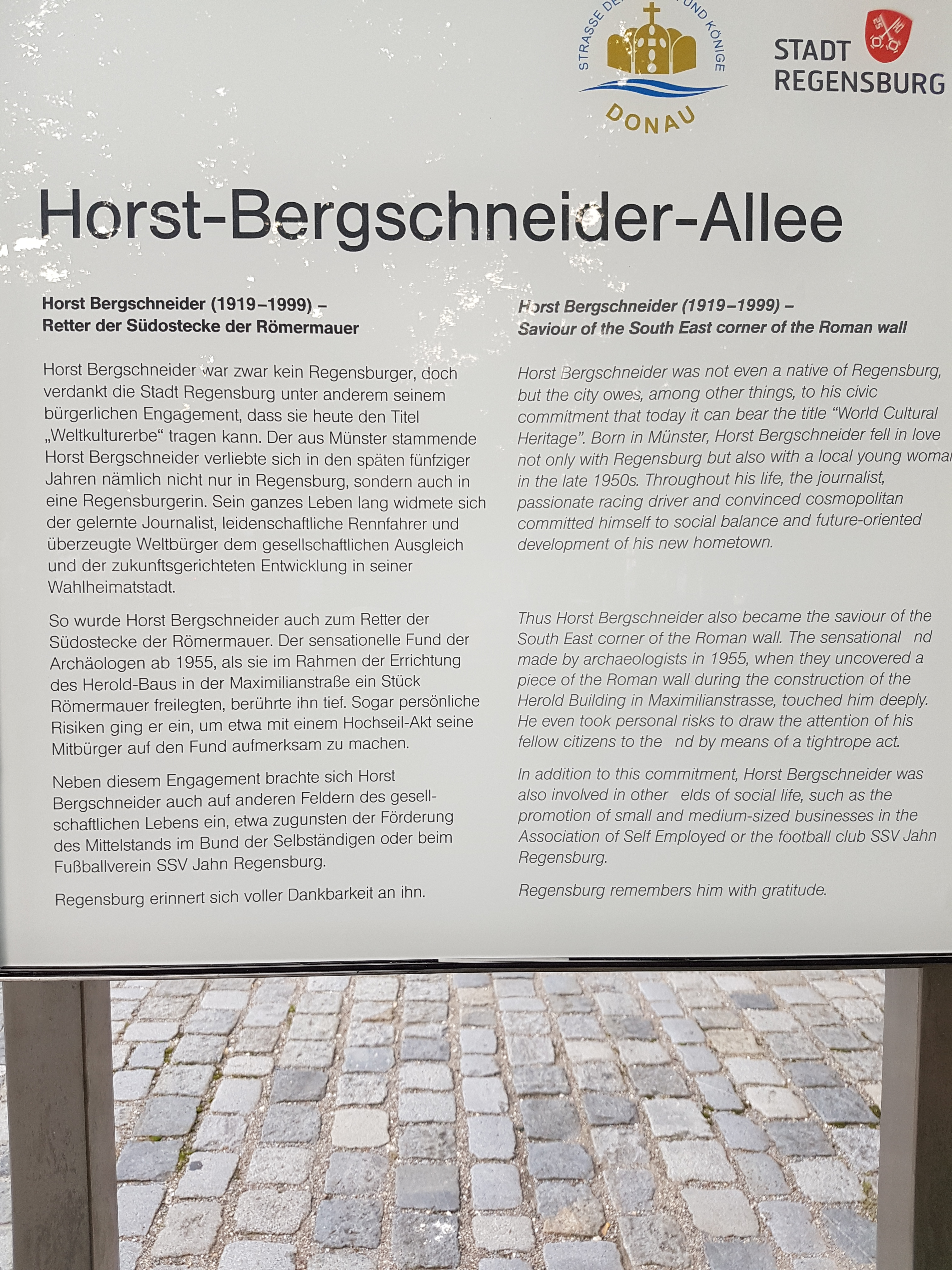
Tafel zur Erinnerung an den Retter der Römermauer

- Von-der-Tann-Straße Nr. 4 bis Nr. 8 und Nr. 18: Stadtmauer und Zwingermauer mit Zwingertürmchen unter den Südfassaden der Häuser
- Am Königshof, Ernst-Reuter-Platz: Zwingermauer mit Schalenturm und Stadtmauer / Römermauer Dass diese Mauerreste in den Nachkriegsjahren nach 1955 sichtbar und erhalten blieben, obwohl damals geplant wurde, dort einen Parkplatz zu bauen, ist dem Einsatz des Regensburger Bürgers Horst Bergschneider zu verdanken. Seit 2014 erinnert eine Gedenktafel am Ernst-Reuter-Platz an den Mann, der seitdem als Retter der Römermauer bezeichnet wird.[33][34]
- Fuchsengang Nr. 2b: Mauerteilstück mit römischer Spolie
- Am Peterstor 3: Reste der Stadtmauer (Römermauer) mit Graben, Grabenfuttermauer und Brücke beim Peterstor
- Im Fürstenpark: Hügel mit Mauerwerk der ehemaligen Emmeramer Bastei
- Waffnergasse südliches Ende: Emmeramer Tor und Brücke über den ehemaligen Stadtgraben, wobei das Helenentor (errichtet 1909) den Verlauf der ehemaligen Stadtmauer nachbildet.
- Westliches Ende der Sackgasse Ägidiengang und dort befindlicher Durchgang zum Innenhof: 150 m Stadtmauer (Bruchsteinmauerwerk, 14. Jahrhundert) mit Ägidienturm (XXXII) mit Abtritterker auf Kragsteinen
- Wiesmeierweg mit Teilen der Stadtmauer, Zwingermauer und Futtermauer des Stadtgrabens, zum Teil auch im Garten der Häuser Nr. 9, 11, 13, 15, 17, 17a, 19, 21
- Das heutige Jakobstor bestehend aus den beiden nach 1815 neugotisch überformten und 1903, 1957 dann erneut stark veränderten Halbrundtürmen, die früher nur das ehemalige Außentor mit der Zugbrücke über den Stadtgraben flankierten. Der ehemalige eigentliche Jakobstorturm (XXXIII) stand mitten auf dem Jakobsplatz vor der Einmündung des Stahlzwingerwegs, der dem Verlauf der Stadtmauer nach Norden folgte. Das heutige Hotelgebäude war der nördliche Teil der Einfriedung des Torhofes.
- Stahlzwingerweg nördlich des Hotelbaus bis Nr. 5: ein 70 m langer Abschnitt der 4 m hohen Zwingermauer
- Stahlzwingerweg und Prebrunnallee: in vielen Haus-, Keller und Gartenmauern finden sich Teile der Stadtmauer, Zwingermauer und Futtermauer des Stadtgrabens.